# Pomáz
Pomáz (németül: Paumasch) város Pest vármegyében, a Szentendrei járásban, a budapesti agglomerációban.

## Fekvése

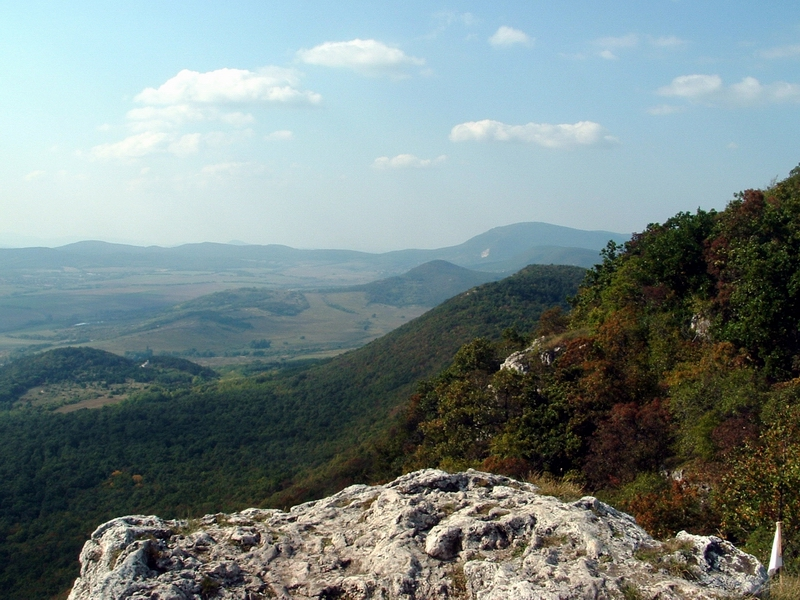
A Pilis a közeli Nagy-Kevély csúcsáról

Budapest központjától 17, északi határszélétől alig 4 kilométerre északra fekszik, a Nagy- és Kis-Kevély hegyek lábánál, Budakalász és Szentendre szomszédságában; nevezik a Pilis hegység kapujának is.
Földrajzilag a pomáz-esztergomi törésvonal mentén helyezkedik el, a Kárpátok miocén kori vulkáni koszorújának első vonulata itt találkozik a várost átszelő Dera-patak völgye–Kovácsi-völgy vonulatától délre elhelyezkedő üledékes talajtakaróval. Pomáz és környékének geológiai szempontból a visegrádi hegységhez tartozó miocén kori vulkanikus eredetű hegye a Nagy-Csikóvár és a Kőhegy. A környék hegyei nem rendelkeznek állandó vízfolyással, száraz nyarakon a környék egyetlen vízgyűjtője, a Dera-patak is elapad; ugyanakkor ha rövid idő alatt nagy mennyiségű csapadék hullik le, jelentős károkat okozó áradások, villámárvizek is kialakulnak.

## Nevének eredete
A Pomáz név eredetét illetően több teória is ismert. Létezik olyan feltevés, amely szerint a Pomáz elnevezés forrása talán a római kor lehet, ez esetben a név a pomosus (almás), esetleg pomesia (alma-telep) kifejezésből eredhet, és a rómaiak idejében itt működött sok gyümölcstermelő majorságra utalhat. Egy másik verzió szláv személynevet sejt a településnév mögött.

## Története
Pomáz ősidőktől lakott hely volt. Újkőkori, réz- és bronzkori temetkezések nyomait is megtalálták, majd szkíta és kelta lakosok előzték meg a rómaiakat, akiknek több villája is a település területén volt. A longobárdok és avarok is itt hagyták nyomaikat. Első írásos említése 1138-ból ismert: Vak Béla jegyeztette fel egy oklevélben, hogy a falu akkor a dömösi apátság tulajdona volt. Egy, a következő évszázadban, 1277-ben kelt adománylevélből kitűnik, hogy IV. László király rendelkezett pomázi birtokokkal, s azokat akkor Erzsébet hercegnőnek, illetve a szigeti apácáknak adományozta. 1348-ban árvíz pusztított, és azt követően pestisjárvány tizedelte meg a lakosságot. A csapás 1364-ben megismétlődött, újabb árvíz, és újabb pestisjárvány következett el.
Részben a 14. század végén, valamint 15. század elején épült fel az un. Klisszai királynői vár és templom, amely nem is annyira vár, mint inkább egy középkori többszintes palota lehetett. Az épületet, számos más akkor létező pomázi épülettel egyetemben a császári erők robbantották fel, 1701-ben, hogy azokat a Rákóczi seregei ne használhassák fel védelmi célból. Buda közelében nem akartak stratégiai gyengítő pontokat hagyni. Az épület maradványait feltáró ásatások során díszesen faragott oszlopfők, dekoratív mennyezet-bordák kerültek elő, valamint néhány szobortöredék, amiket a Nemzeti Múzeumba szállítottak. A királynői vár templomromja mellett tárták fel Pomáz legrégibb középkori temetőjét, ahol 245 sírt találtak.

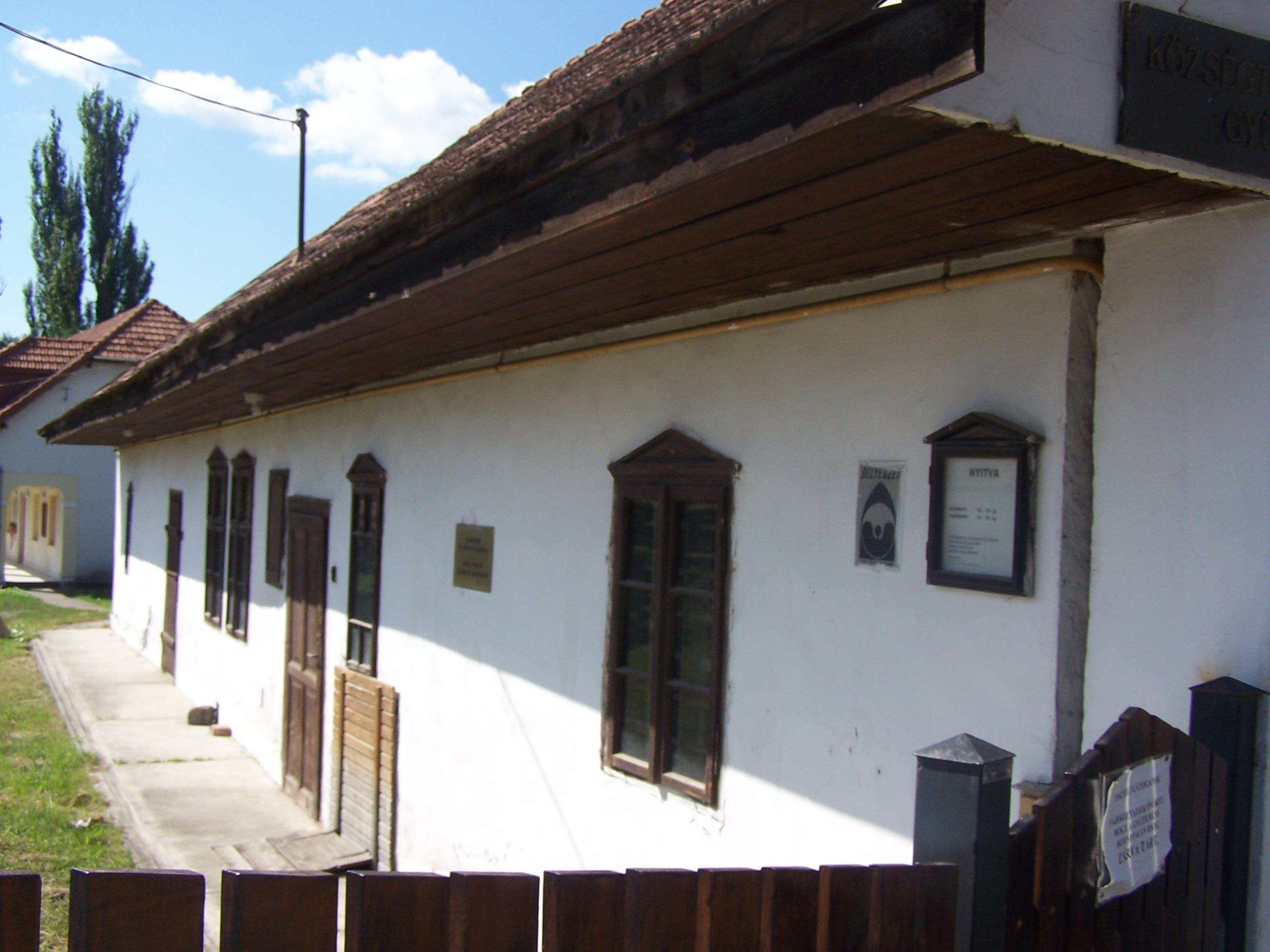
A szerb néprajzgyűjteménynek helyt adó porta

Az 1546. évi török adóösszeírás (defter) szerint a magyar őslakosságból a faluban akkor már csak 10 család élt, akik évi 1615 akcsét fizettek az akkori „zaimet” tulajdonosnak, a budai Huszein Isztrafcsa csausnak. Pomáz és környéke 1548-ban a budai Kaszime pasa birtokába került. 1579-ben Üvejksz pasa összeírásában Pomáz Szente-puszta néven szerepelt. Az 1599. évi defterből kitűnik, hogy Pomáz lakossága részben „kugában", vagyis pestisben kihalt, részben elköltözött. A falu földjeinek nincs tulajdonosa, azoknak csak használója a Dervis nevű szegedi szandzsákbég, kinek ezekből való jövedelme évi 400 akcse. Az 1562, 1580 és 1590. évi összeírásokból látszik, hogy a falu tartósan néptelen. Zaimet tulajdonosának, ill. használójának Derja bégnek és Pervane csausnak 1000 és 2000 akcse között jövedelmez.
A tizenöt éves háború, majd a zsitvatoroki béke után, a török megszállású területek között egyedi, kettős közigazgatási rendszer alakult ki az ország török megszállású területén Ebben a szituációban a Szentendrei-sziget déli csücskében lévő Bolgár nevű falu földesura, Bornemissza Bolgár Pál az ország keresztény kézen maradt részének nádorától megvásárolta a Kálóz puszta, Pomáz puszta, Szencse puszta, valamint a mai Csobánka határát képező területeket, majd betelepítette a Bácskában már korábban vásárolt falvainak (Prekonity, Radonity, Tótháza, Nagy Gyurgyin, Malteovity, Nádály, Hulica, Oblica, Belo Blato, Szilvás, Botrá, Pokolkő, Obornica, Vámtelök, Dorosko, Pessér, Csemeny, Nagycsicsó, Vastorok és Terusity; a falvak felsorolása Bornemissza végrendeletéből való) szerb lakosságával, a török jogszokás szerint 6 év adómentességet biztosítva a vállalkozó kedvű telepeseknek. (A terület megvételéről és betelepítéséről számos dokumentum maradt a Magyar Országos Levéltárban, Bornemissza leszármazottainak, a Wattay családnak iratanyagában.) A Bornemissza család a 17. század elején jelentős szerepet játszott Pilis vármegye társadalmi és hivatali életében, mivel mind a két fél, a keresztény és a török elismerte és különböző ügyekben alkalmazta. 1661-től a felsővattai Wattay család birtoka volt, ők fogadták be a Csarnojevity pátriárka vezette menekült szerbeket és telepítettek be magyar, német és szlovák lakosságot. Pomáz a központja lett a Wattay (III.) Pál által létrehozott, Losonctól Kiskőrösig terjedő birtoknak, amely a Wattay família közbirtokosságként fejlődött tovább. A közbirtokosság tagjaként a benősült Teleki, Szemere, Fáy, Zboray családok is sokat tettek a település fejlesztéséért.
A lakosság túlnyomó része mezőgazdasággal foglalkozott, szőlő- és gyümölcstermesztéssel, Szentendre, s a távolabbi Buda piacain értékesítették portékáikat. A 18. század második felétől fogva a kézműves ipar jelentősége is egyre nőtt főképp a helyi igényekre építve. Tímár, bőrfeldolgozó, kerékgyártó, kőműves iparosok mellett jó néhány kovácsműhely is ismert volt. Pomáz a régi romok helyén számos új épülettel gazdagodott, a település fellendülése megindult. A község fejlődésének egyik fontos mérföldköve lett, amikor a vasút elérkezett Pomázra: 1888. augusztus 17-én helyezték üzembe a Budapest-Szentendre vasútvonalat, s Pomáz új vasútállomásával bekapcsolódott az ország nagy közlekedési érhálózatába. Az 1880-as évek végén ideérkező filoxéravész a hegyi szőlőket szinte teljesen kipusztította, amely Pomáz fejlődését is rövid idő alatt átalakította. A már korábban meginduló kőbányászat, és kőfaragás mellé téglaégetéssel kezdett a lakosság egyre nagyobb számban foglalkozni. Gőzmalmok létesültek, s faipari manufaktúrákat kisebb üzemek váltották fel.
A 20. század elejére járási székhely lett, s fejlődését mi sem mutatja jobban, mint, hogy az ekkoriban megalakuló iparos-körnek 120 tagja volt. 1924-ben kezdte meg működését Pomáz egyik jelentős kézműipari cége, a Ungarische Weberei AG. (UWAG). Szövöde, szövő-előkészítő, és kivarró részleg kezdte meg ekkor a működését, amely 1938-ban fonodával is bővült. A fonoda építését egyébként két évvel korábban kezdték meg. Az államosításokat követő szocialista átalakulások során az üzem Hazai Fésüsfonó- és Szövőgyár nagyvállalat Pomázi Gyáregysége lett, és 1980-ban közel 600 főt foglalkoztatott.

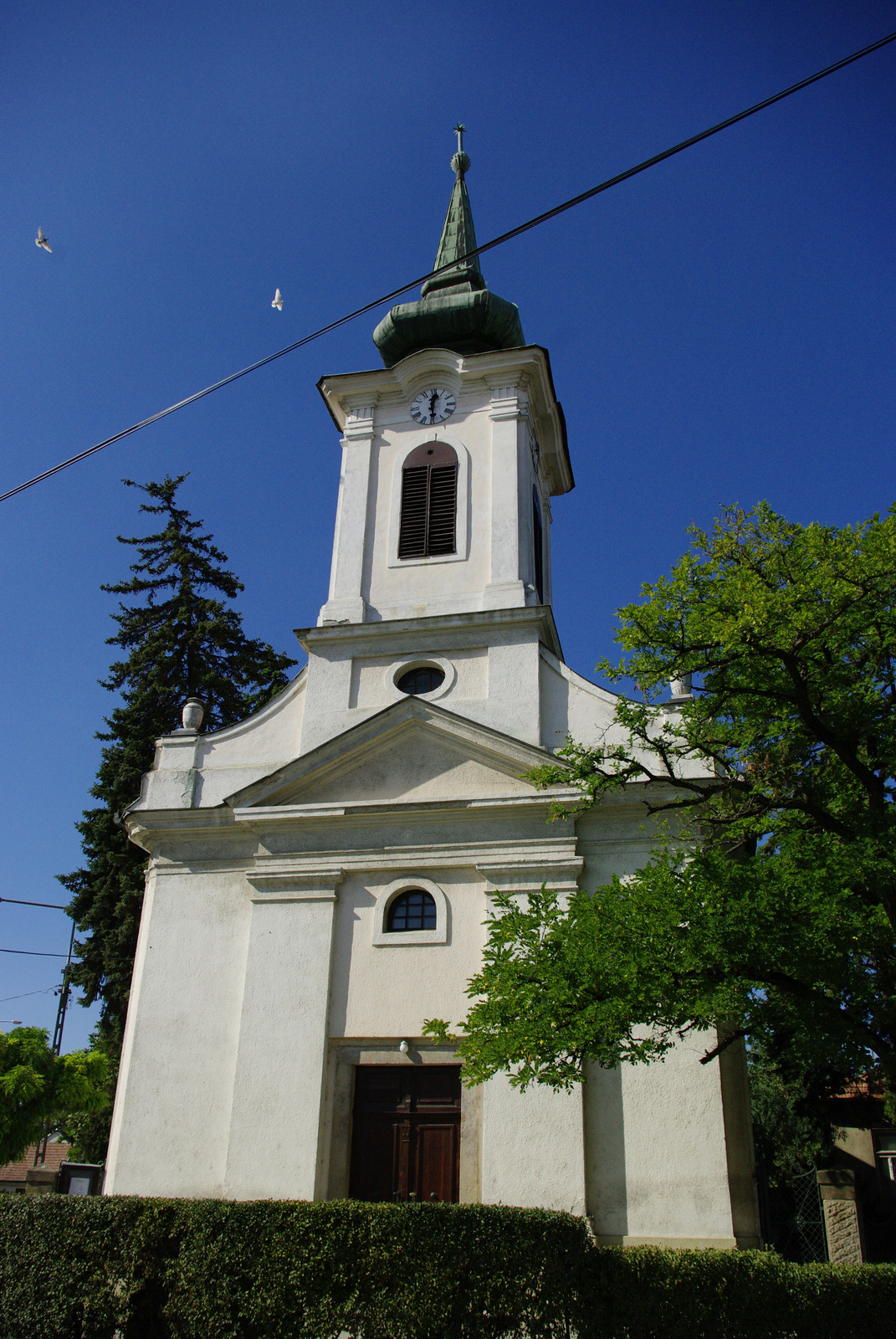
A református templom

A két világháború közötti időszakban az ipari fejlődés hatására jelentősen megnövekedett a lakosság lélekszáma a beköltözések miatt, amely új lakóövezetek kialakításához vezettek, mint például a Bartkó-telep, vagy a Tiszolczy-telep. 1944-ben a község német megszállás alá került, sőt egy katonai reptér kialakítása is megkezdődött. A Szovjet II. és III. Ukrán Front csapatai Budapest északi gyűrűjének zárásakor, 1944. december 26-án szabadították fel a német megszállás alól a községet. Ezt követően a község fejlődésének egy újabb fejezete kezdődött el, amely az államosítások, az ötvenes évek erőltetett iparosításán keresztül vezetett át a hatvanas évek kettős strukturáltságú vállalati arculatához. A nagy állami vállalatok központi költségvetésű, és a helyi vállalatok kis költségvetésű irányításrendszere majd negyven éven át adott meghatározó keretet a település gazdasági arculatához. Pomáz délkeleti csücskében ekkor épült a Vörösmarty lakótelep.
A település 2000-ben városi rangot kapott.

## Közélete

### Polgármesterei
| Időszak   | Név                | Jelölő szervezet | Megjegyzés |
| --------- | ------------------ | ---------------- | ---------- |
| 1990–1994 | Kulin Imre         | független        |            |
| 1994–1998 | Kulin Imre         | független        |            |
| 1998–2002 | Kulin Imre         | független        |            |
| 2002–2006 | Golub Athanász     | független        |            |
| 2006–2010 | Vicsi László Csaba | Fidesz-KDNP      |            |
| 2010–2014 | Vicsi László Csaba | Fidesz-KDNP      |            |
| 2014–2019 | Vicsi László Csaba | Fidesz-KDNP      |            |
| 2019–2024 | Leidinger István   | független        |            |
| 2024–     | Leidinger István   | független        |            |

## Népesség
A település népességének változása:
| Lakosok száma | 16 445 | 16 451 | 16 624 | 16 764 | 16 994 | 17 139 | 17 660 | 18 879 | 18 419 | 18 410 |
|               | 2013   | 2014   | 2015   | 2016   | 2017   | 2018   | 2021   | 2022   | 2023   | 2024   |

A 2011-es népszámlálás során a lakosok 86,7%-a magyarnak, 2,2% cigánynak, 0,2% lengyelnek, 2,5% németnek, 0,3% románnak, 1% szerbnek, 0,5% szlováknak mondta magát (13% nem nyilatkozott; a kettős identitások miatt a végösszeg nagyobb lehet 100%-nál). A vallási megoszlás a következő volt: római katolikus 32,8%, református 11,9%, evangélikus 1,1%, görögkatolikus 1,4%, izraelita 0,2%, felekezeten kívüli 19,7% (29,8% nem nyilatkozott).
2022-ben a lakosság 87%-a vallotta magát magyarnak, 1,9% németnek, 1,4% cigánynak, 0,7% szerbnek, 0,3% szlováknak, 0,3% románnak, 0,1-0,1% lengyelnek, horvátnak, görögnek, örménynek, bolgárnak, ruszinnak és ukránnak, 5,4% egyéb, nem hazai nemzetiségűnek (12,6% nem nyilatkozott; a kettős identitások miatt a végösszeg nagyobb lehet 100%-nál). Vallásuk szerint 27% volt római katolikus, 9,7% református, 1,3% görög katolikus, 1,1% evangélikus, 0,6% ortodox, 0,1% izraelita, 1,6% egyéb keresztény, 0,9% egyéb katolikus, 16,2% felekezeten kívüli (41,1% nem válaszolt).

## Közlekedés
A városon hosszában az 1111-es út halad végig, Pilisvörösvárral (Csobánkán keresztül) az 1109-es út, Szentendrével és a 11-es főúttal az 1112-es út kapcsolja össze. Közigazgatási területét egyébként egy rövid szakaszon a 11-es főút, illetve az 1108-as út is érinti.
Közösségi közlekedés:
- A H5-ös HÉV-vel a budapesti Batthyány térről Pomáz 32 perc alatt érhető el.
- A HÉV-állomás előtt indulnak Csobánkára és Pilisvörösvárra, illetve Pilisszentkeresztre és Dobogó-kőre a 855-ös, 856-os, 860-as és 861-es buszok, valamint a városon belül közlekedik a 851-es busz.

## Turizmus, sport

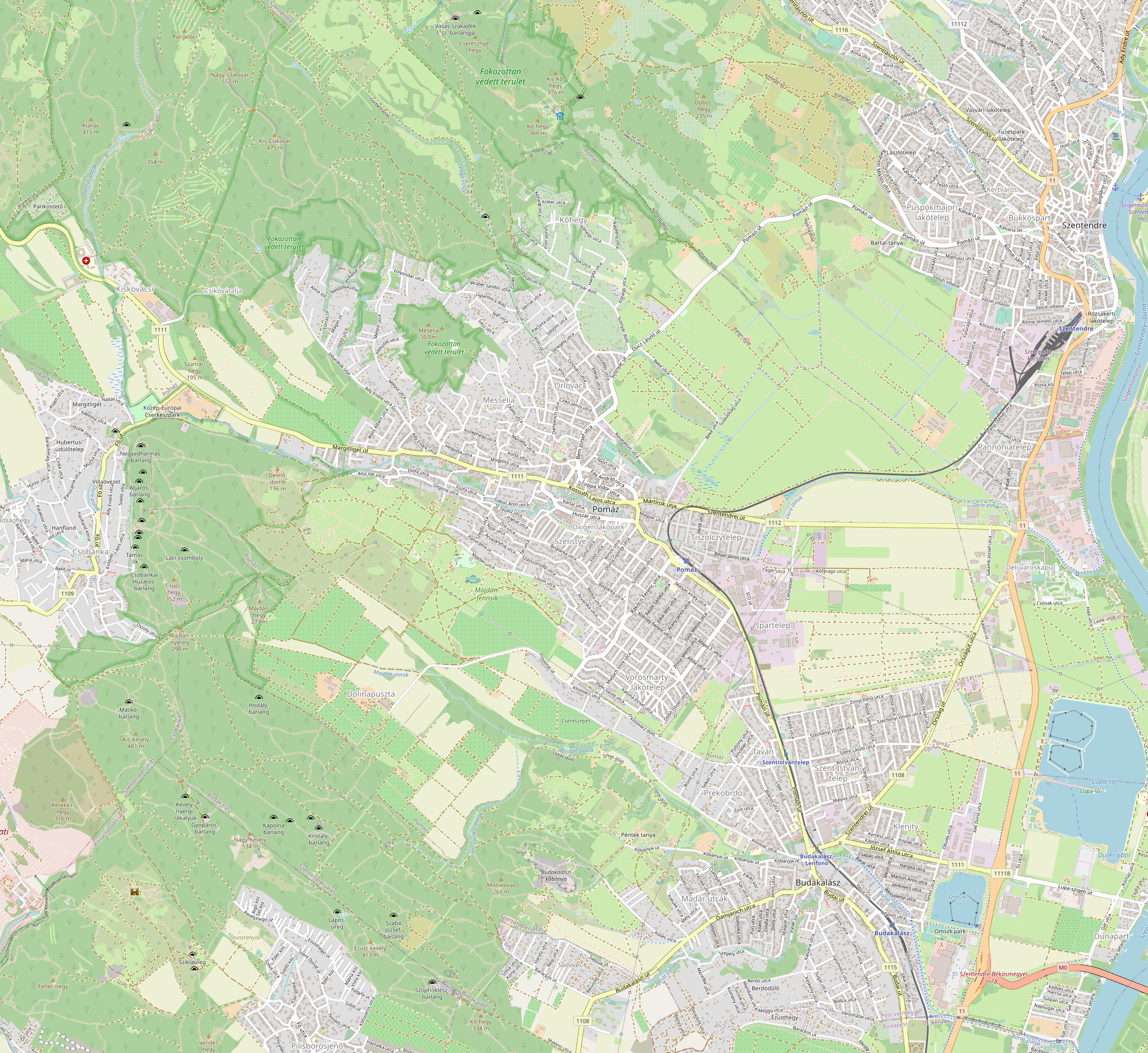
Pomáz környékének térképe

Kedvelt kirándulóhely a Csikóváralja, a Petőfi-kilátó, a Holdvilág-árok, a Szurdok, a Mesélő-hegy és a Gyopár-forrás közelében.
Több turistaszállás mellett a Vróczi úton gyermeküdülő található.
Sokféle sportolási lehetőség (lovasiskolák, fitnesz- és szabadidő klubok, nyitott-fedett teniszcsarnok). A város labdarúgócsapata a Pomáz-ICO SE.

## Nevezetességei
- Honalapítási Emlékmű
- Helytörténeti Gyűjtemény
- Néprajzi Gyűjtemény (magyar)
- Nemzetiségi Gyűjtemény,
- Szerb emlékkereszt (gótizáló)
- Kolostorrom
- Kúria: eklektikus stílusú
- Luppa-mauzóleum
- Radnai-villa

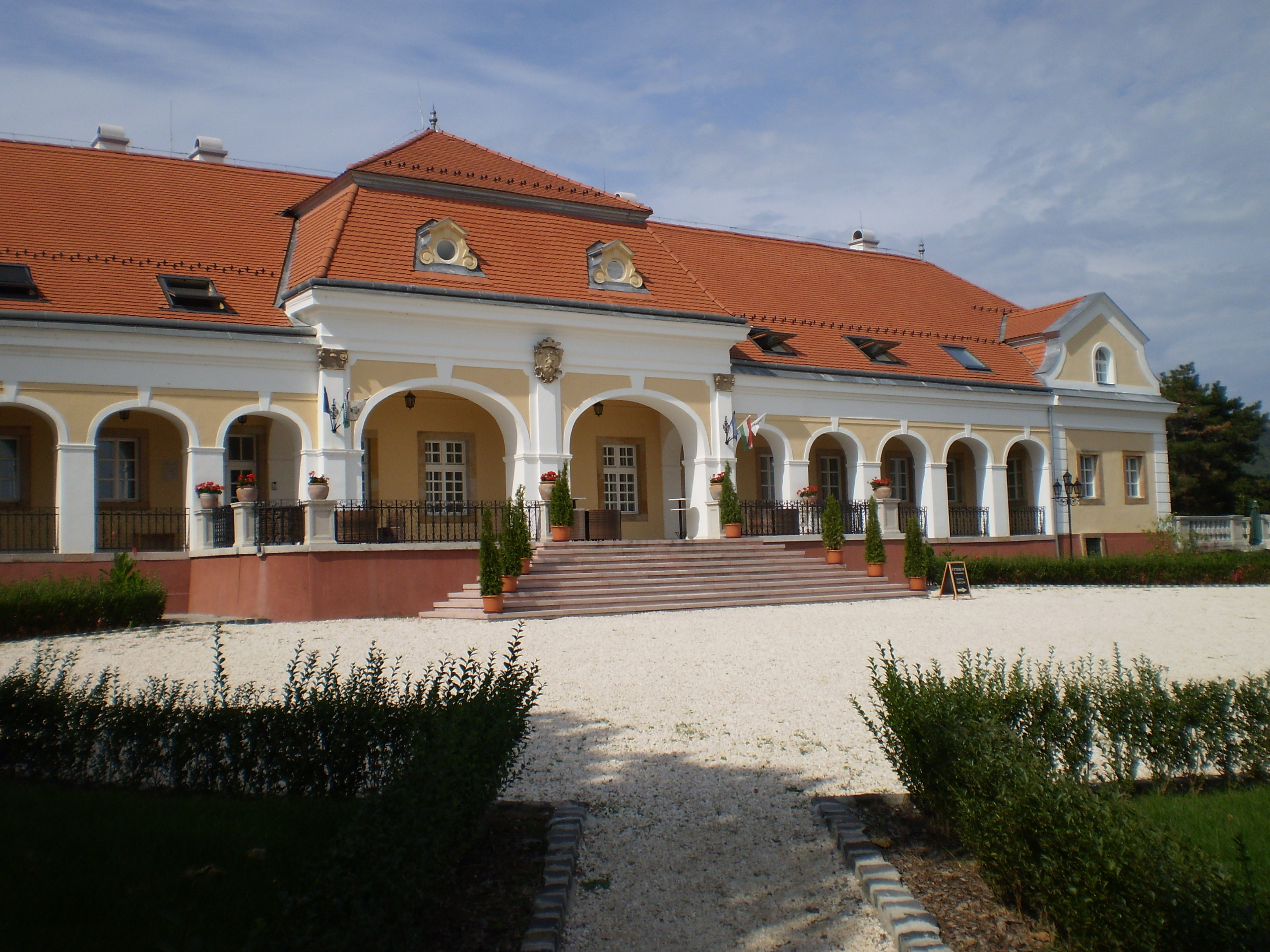
A Teleki–Wattay-kastély

- Református templom: klasszicista stílusú
- Római katolikus templom (barokk) és plébánia
- Szerb ortodox templom
- Teleki–Wattay-kastély
- Magyar Vár Tábor

## Híres szülöttei

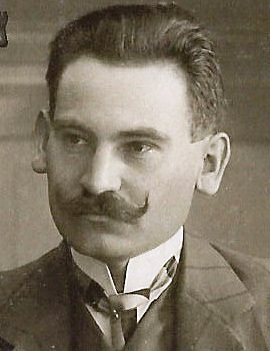
Mattyók Aladár

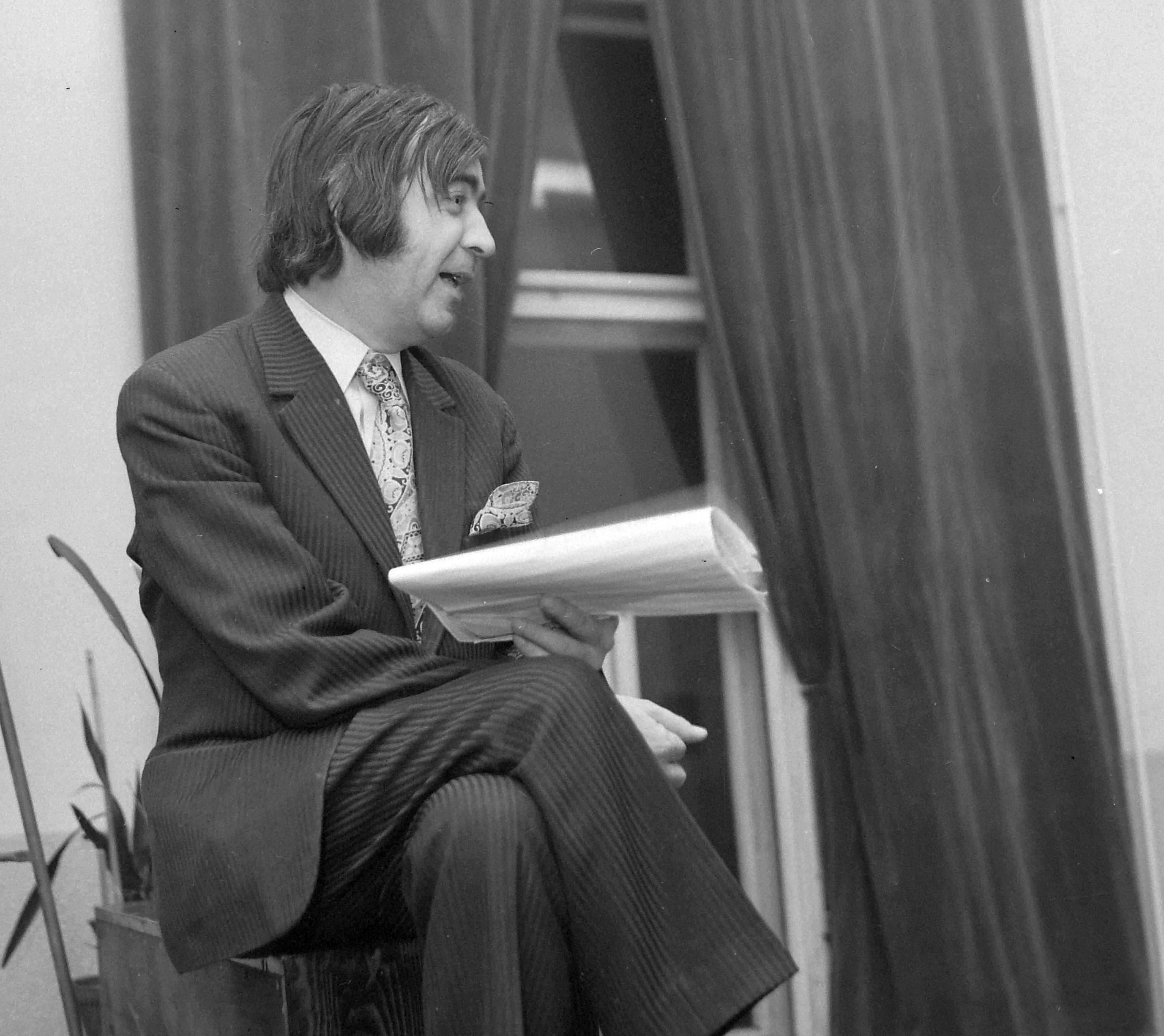
Vujicsics Tihamér

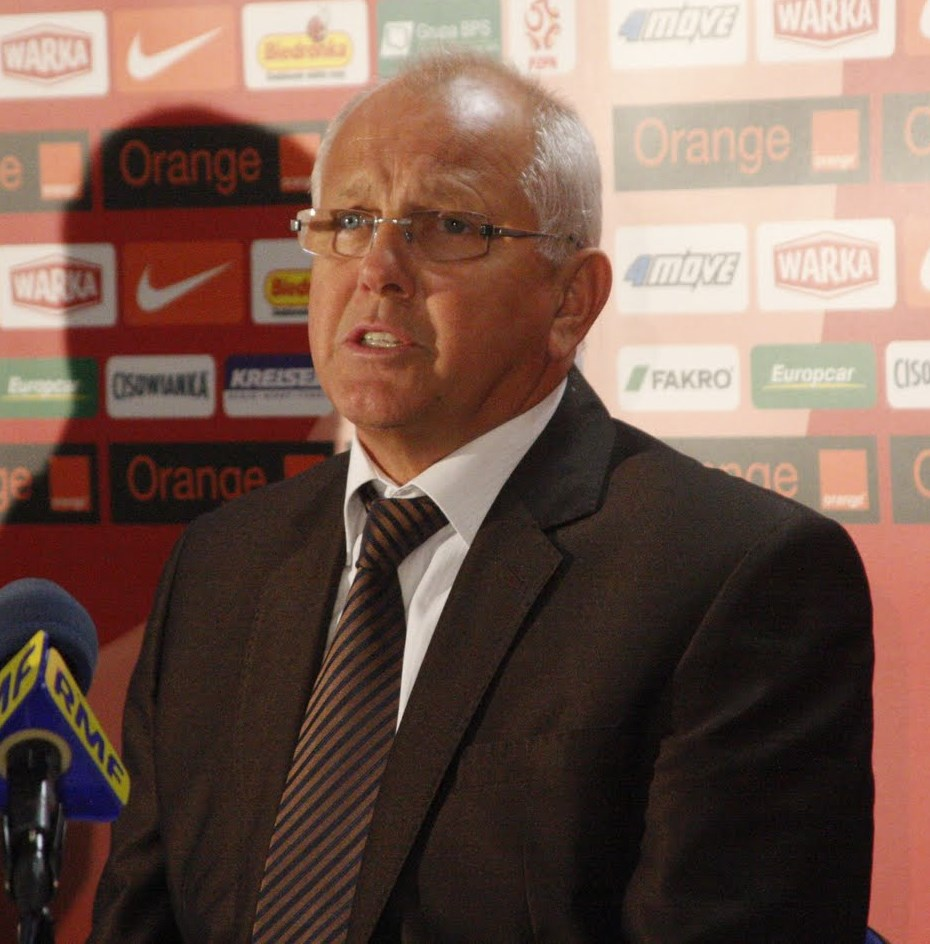
Egervári Sándor

- Luppa Péter (1838–1904) közgazdász, földbirtokos, országgyűlési képviselő.
- Max Kopfstein (1856–1924) rabbi.
- Moussong Géza (1864–1932) iskolaigazgató, tanácsos.
- Mattyók Aladár (1882–1960) építészmérnök.
- Glykais Gyula (1893–1948) kétszeres olimpiai bajnok kardvívó.
- Alföldi András (1895–1981) régészprofesszor, ókortörténész.
- Laszlovszky József (1923–2014) gyógyszerész, oktató.
- Vujicsics Tihamér (1929–1975) zeneszerző, népzenei gyűjtő.
- Vujicsics D. Sztoján (1933–2002) irodalmár, műfordító, szerb költő.
- Finta László (1934–2018) formatervező.
- Nagy Béla (1941–) geológus.
- Kulin Ferenc (1943–) József Attila-díjas kritikus, irodalomtörténész, országgyűlési képviselő.
- Tomasevics Zorka (1949–) szinkronrendező, egyetemi tanár.
- Egervári Sándor (1950–) labdarúgó, edző, a magyar labdarúgó-válogatott egykori szövetségi kapitánya.
- Pintér Sándor (1950–) magyar válogatott labdarúgó, edző.
- Egyházi Géza (1970–) színész, énekes.
- Horváth Krisztián (Krúbi) (1994–) énekes, rapper, zeneszerző.

## Híres lakói

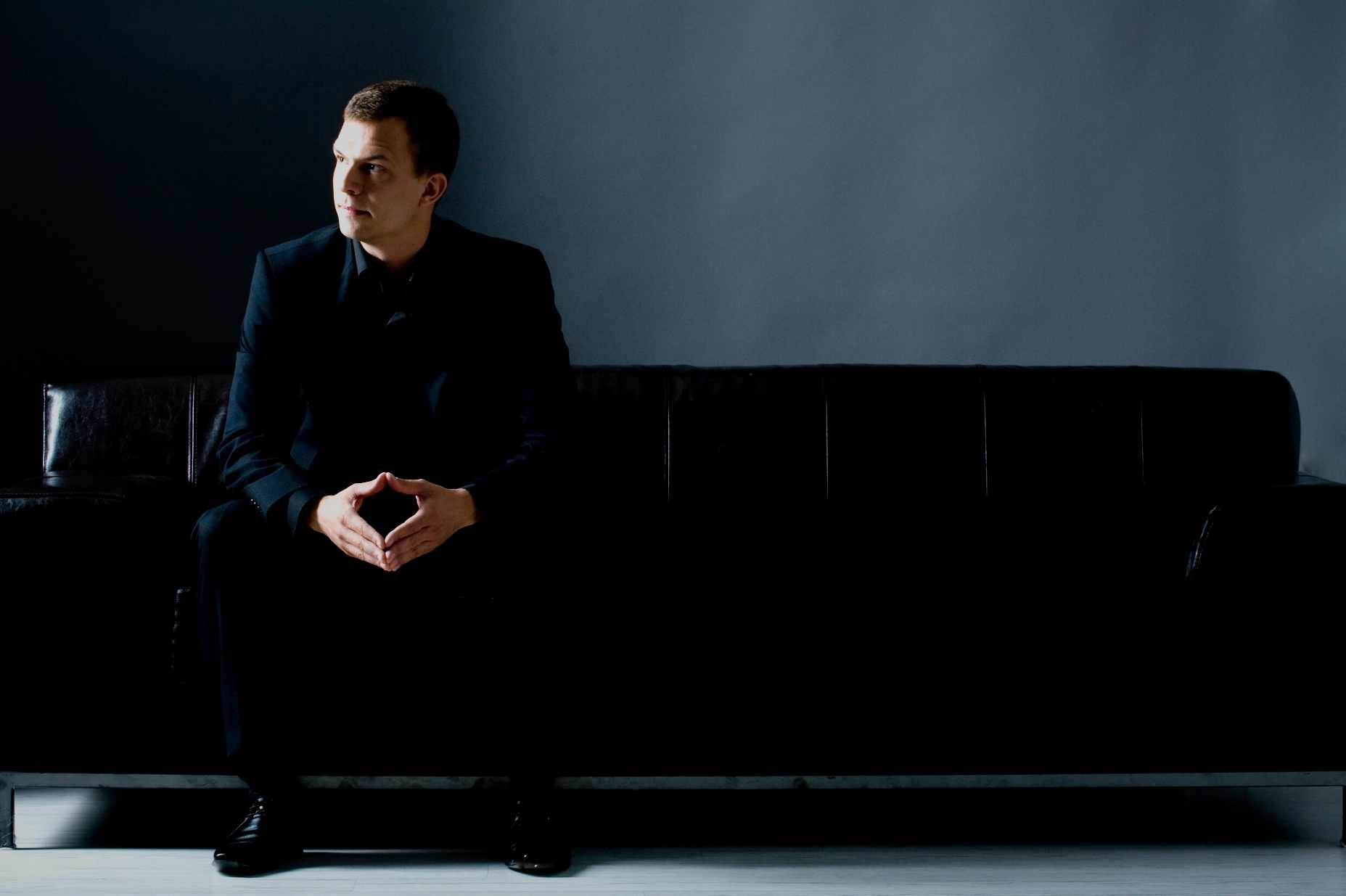
György Ádám

- Itt él Majoros István olimpiai bajnok birkózó.[24]
- Itt él Bánsági Ildikó Kossuth- és Jászai Mari-díjas színésznő.
- Itt él György Ádám zongorista.
- Itt él Sipos Péter és Sipos Tamás, az Irigy Hónaljmirigy két alapítótagja.
- Itt nevelkedett Borbély Mihály (1956. november 28. –) zenész, a magyar kortárs jazz meghatározó alakja.
- Itt élt felsővattai Wattay I. Pál Pest-Pilis-Solt vármegye helyettes alispánja 1701 előtt.
- Itt élt felsővattai Wattay János Pest-Pilis-Solt vármegye első kuruc alispánja 1723 előtt.
- Itt élt felsővattai Wattay III. Pál a kastély építtetője, a Wattay Família közbirtokosság megalapítója (1718–1785).
- Itt élt felsővattai Wattay I. György nemesi testőr alhadnagy, a református templom építtetője (1745–1808).
- Itt élt Nikola Tesla szerb feltaláló.
- Itt született és él Horváth Krisztián (Krúbi), énekes, rapper, zeneszerző.

## Testvérvárosok
- Krzywiń, Lengyelország[25]
- Oberhausen-Rheinhausen, Németország[25]

## Képtár

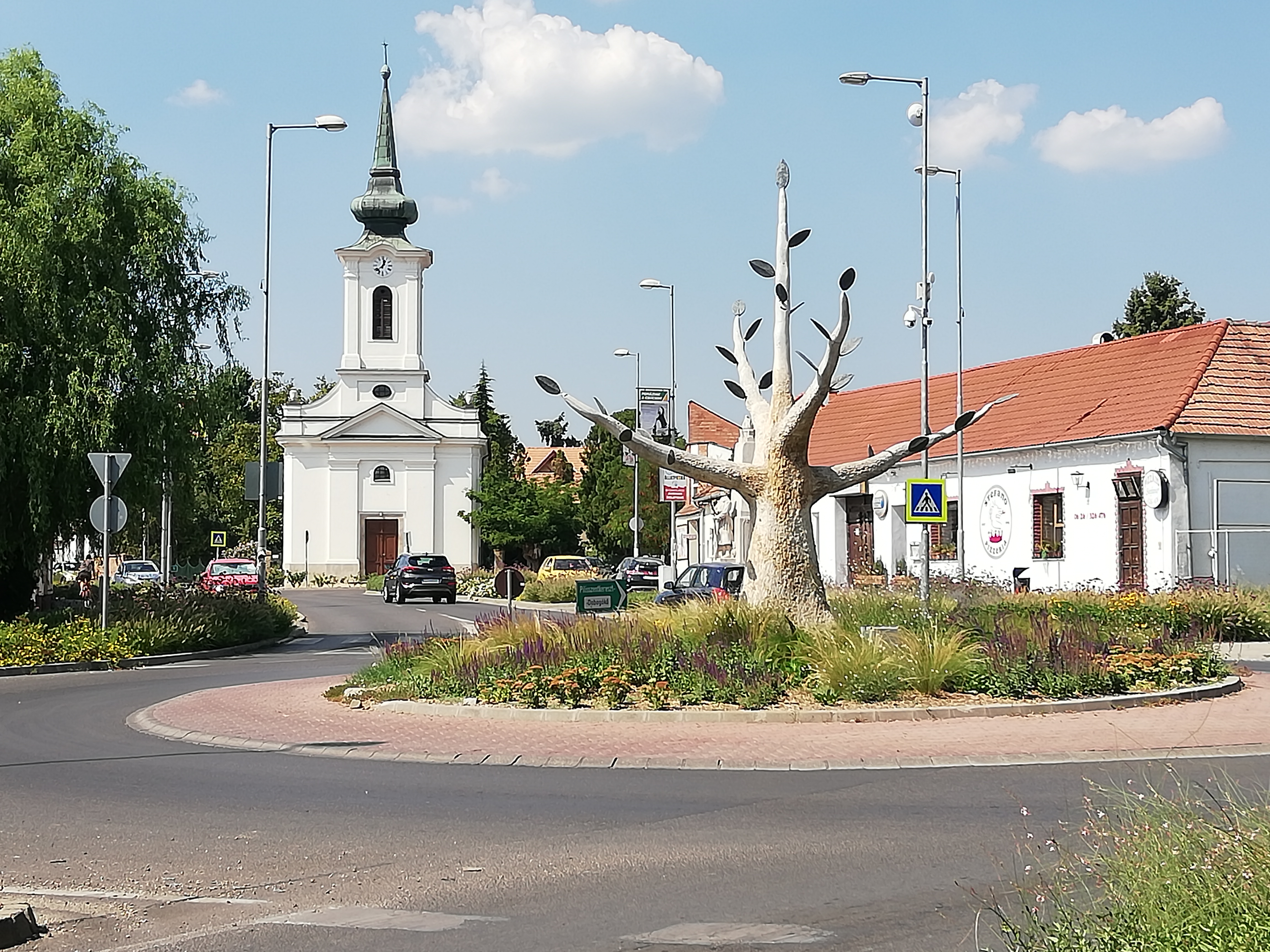
Körforgalmú tér a központban
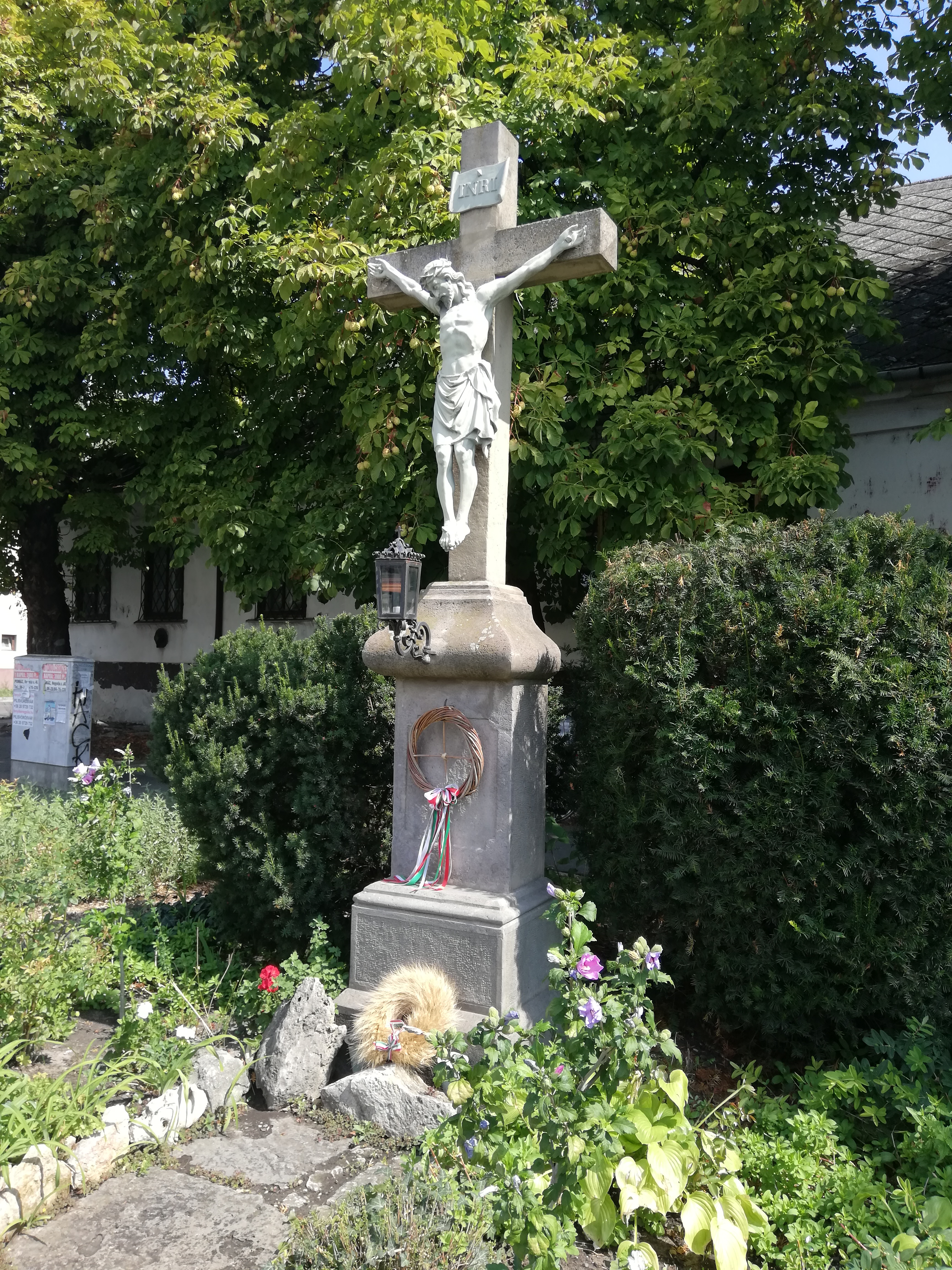
Feszület Pomáz központi körforgalmában
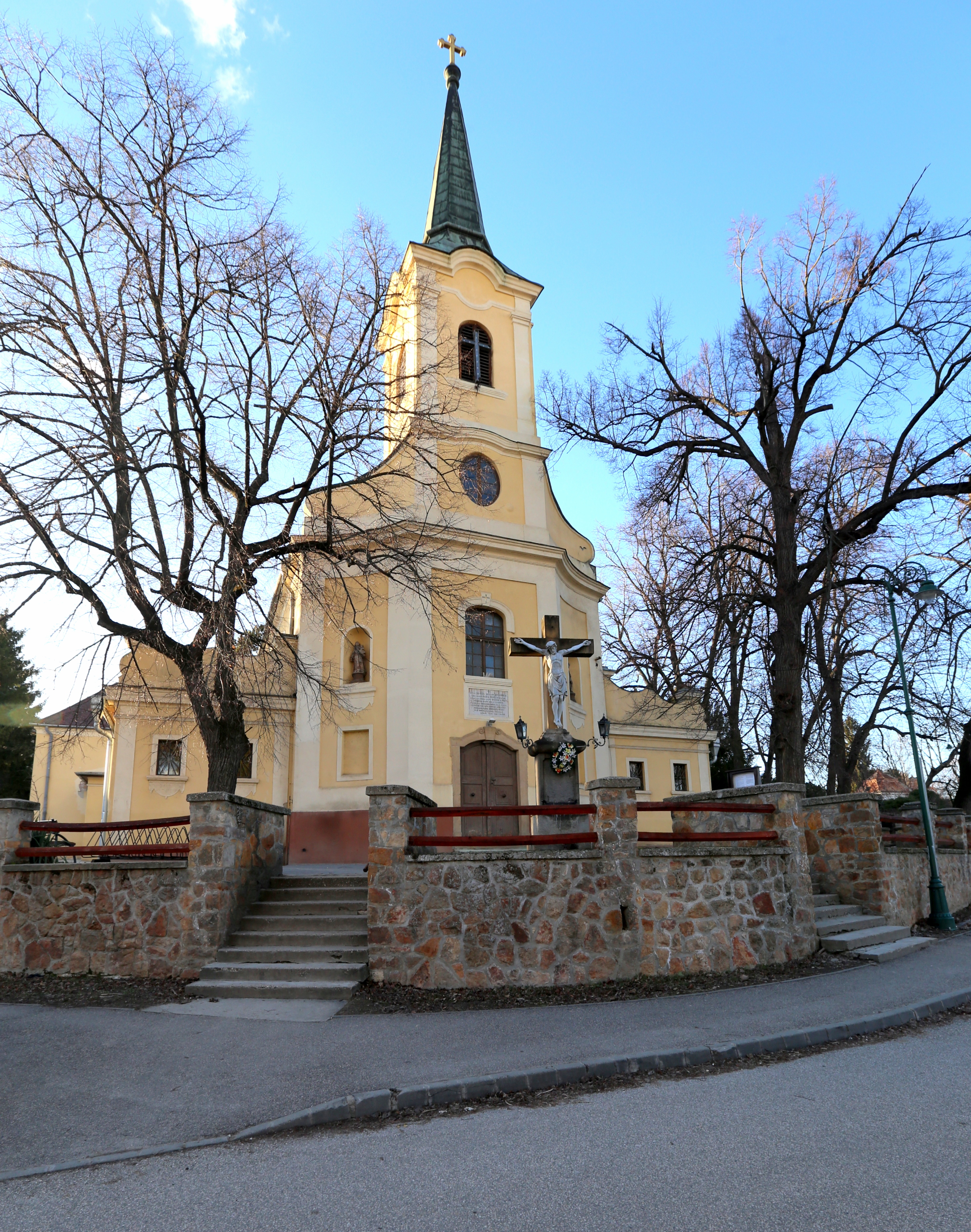
A Szent István király katolikus templom
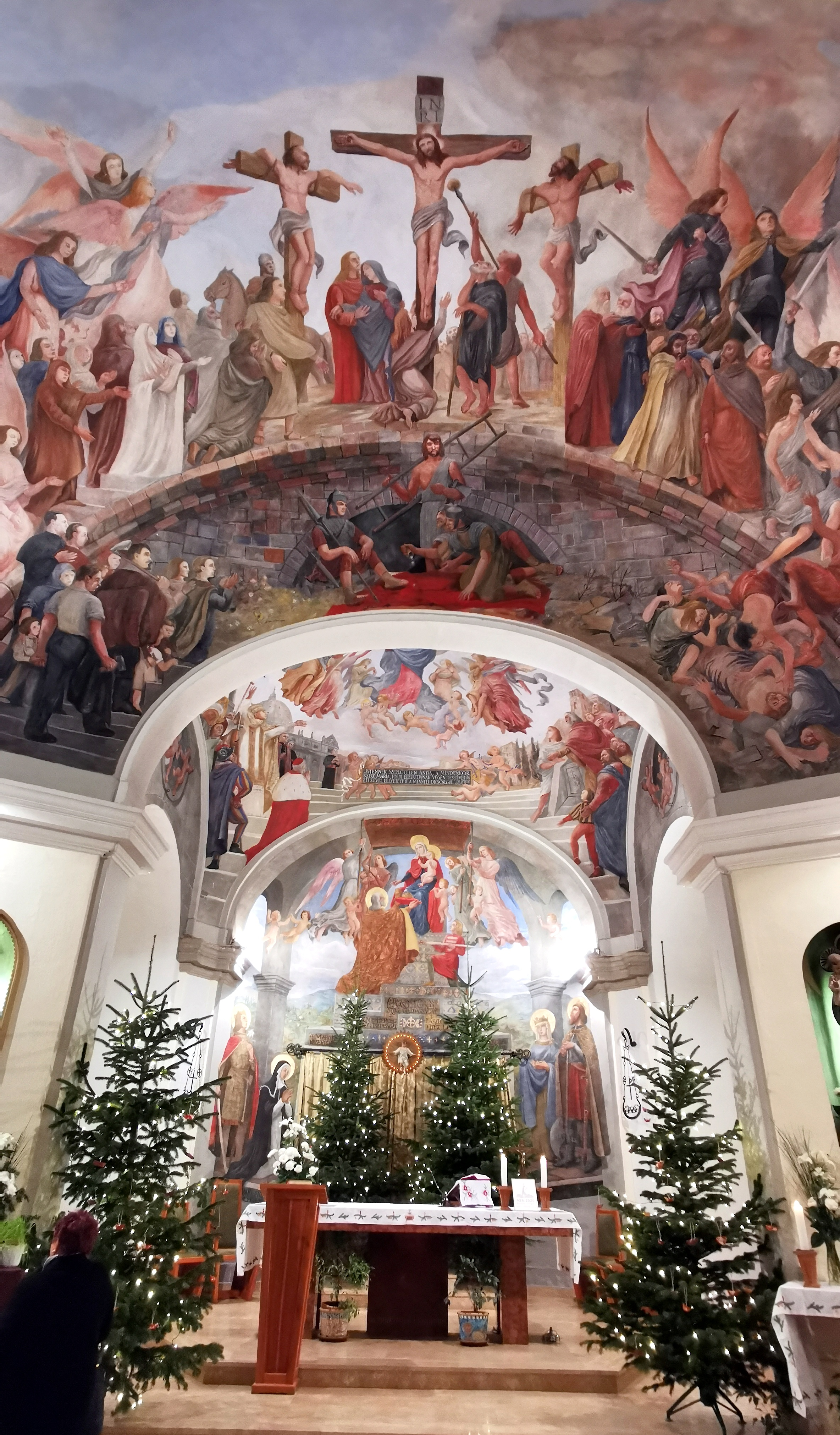
A templom szentélye karácsonykor
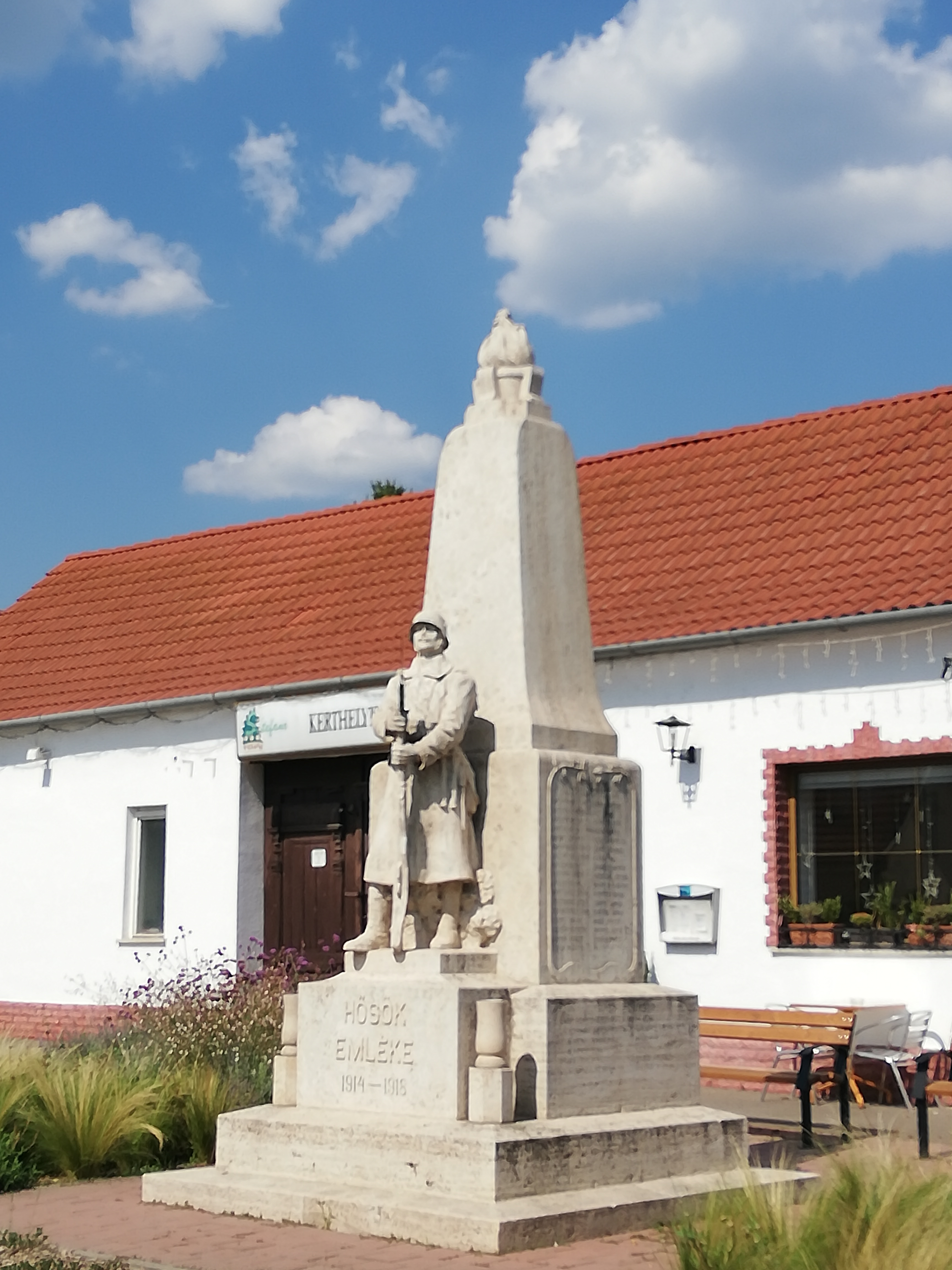
Hősi emlékmű
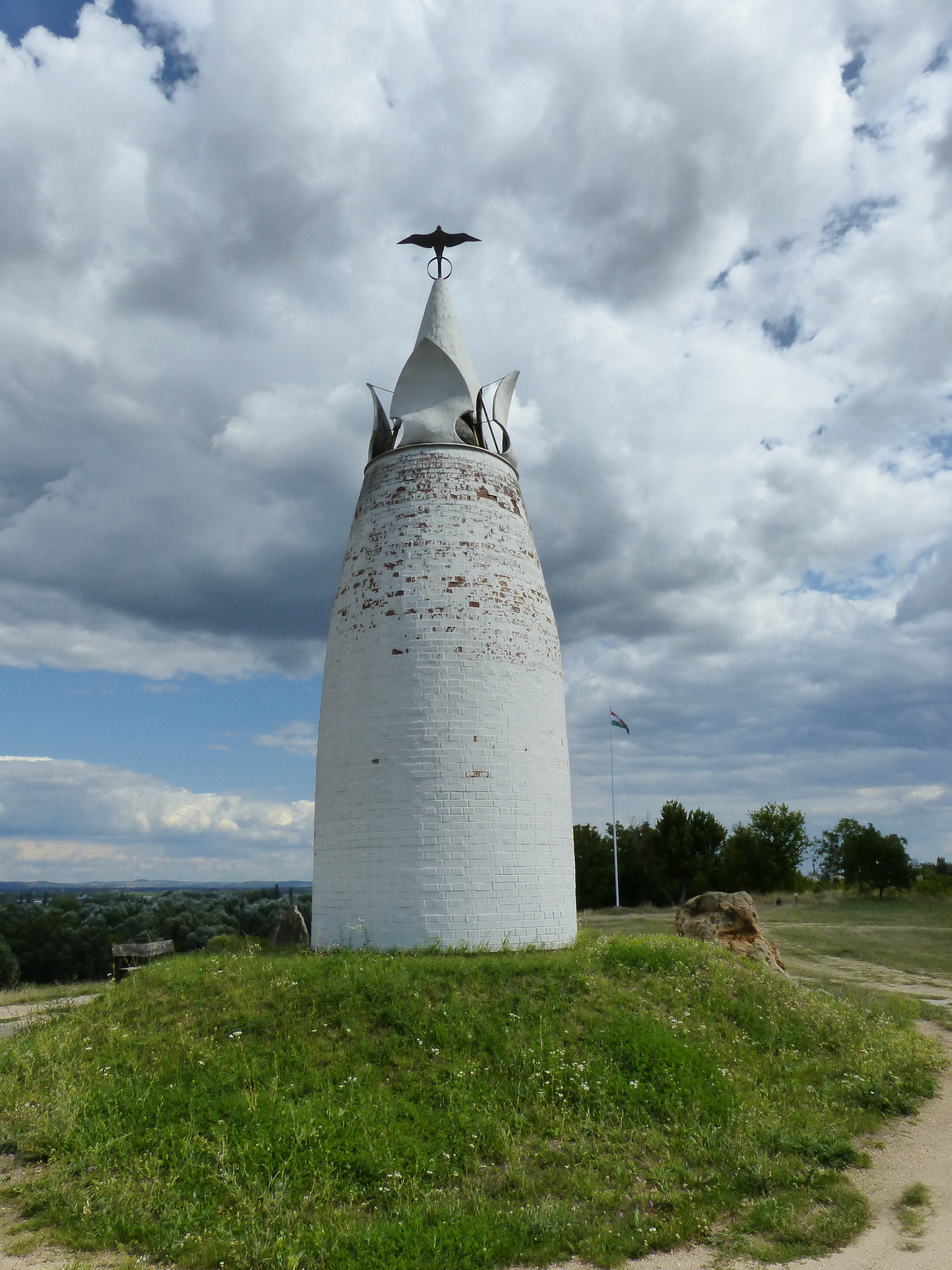
Honalapítási emlékmű
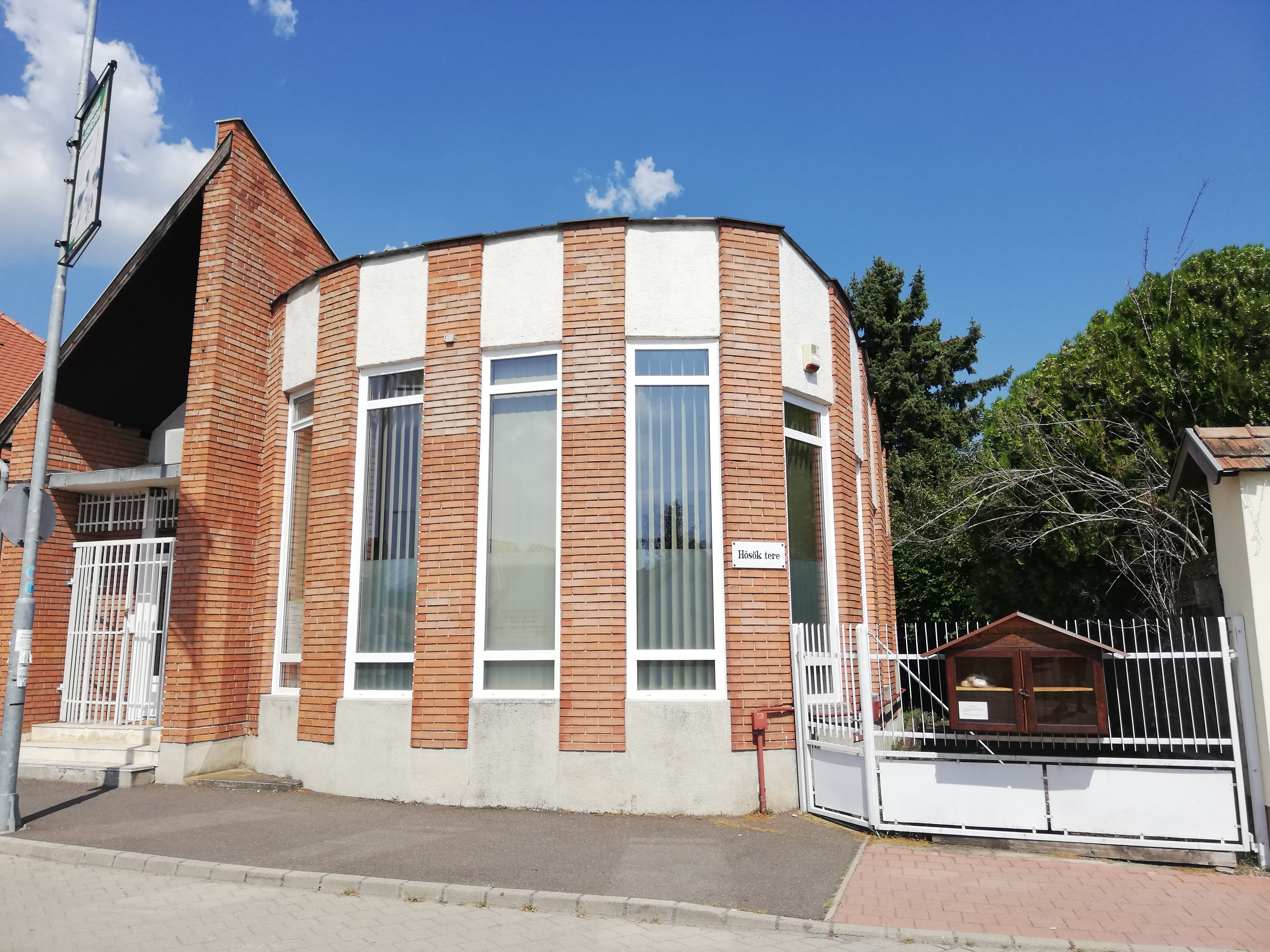
A református lelkészi hivatal épülete
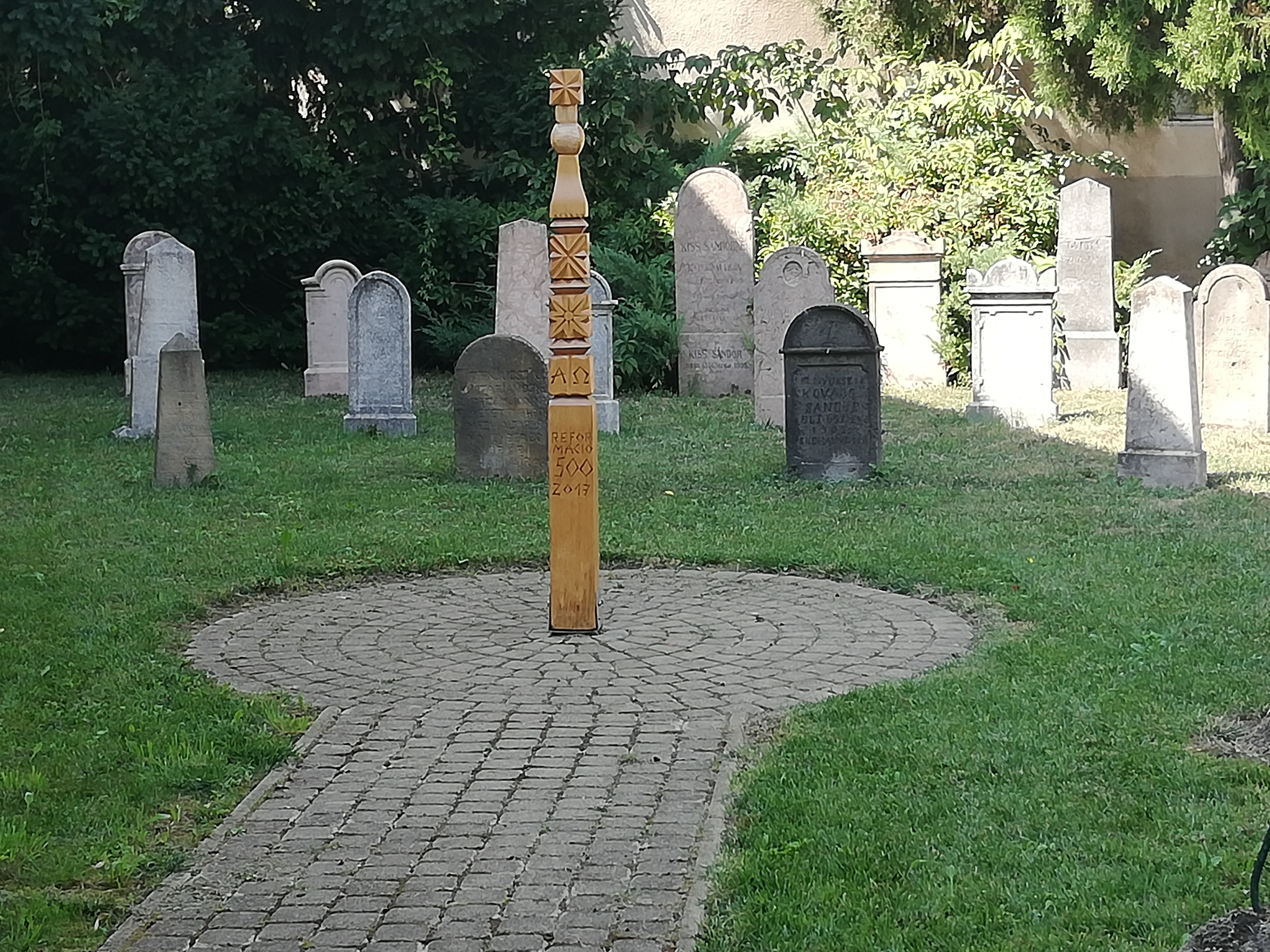
Régi sírkövek a pomázi református templom kertjében
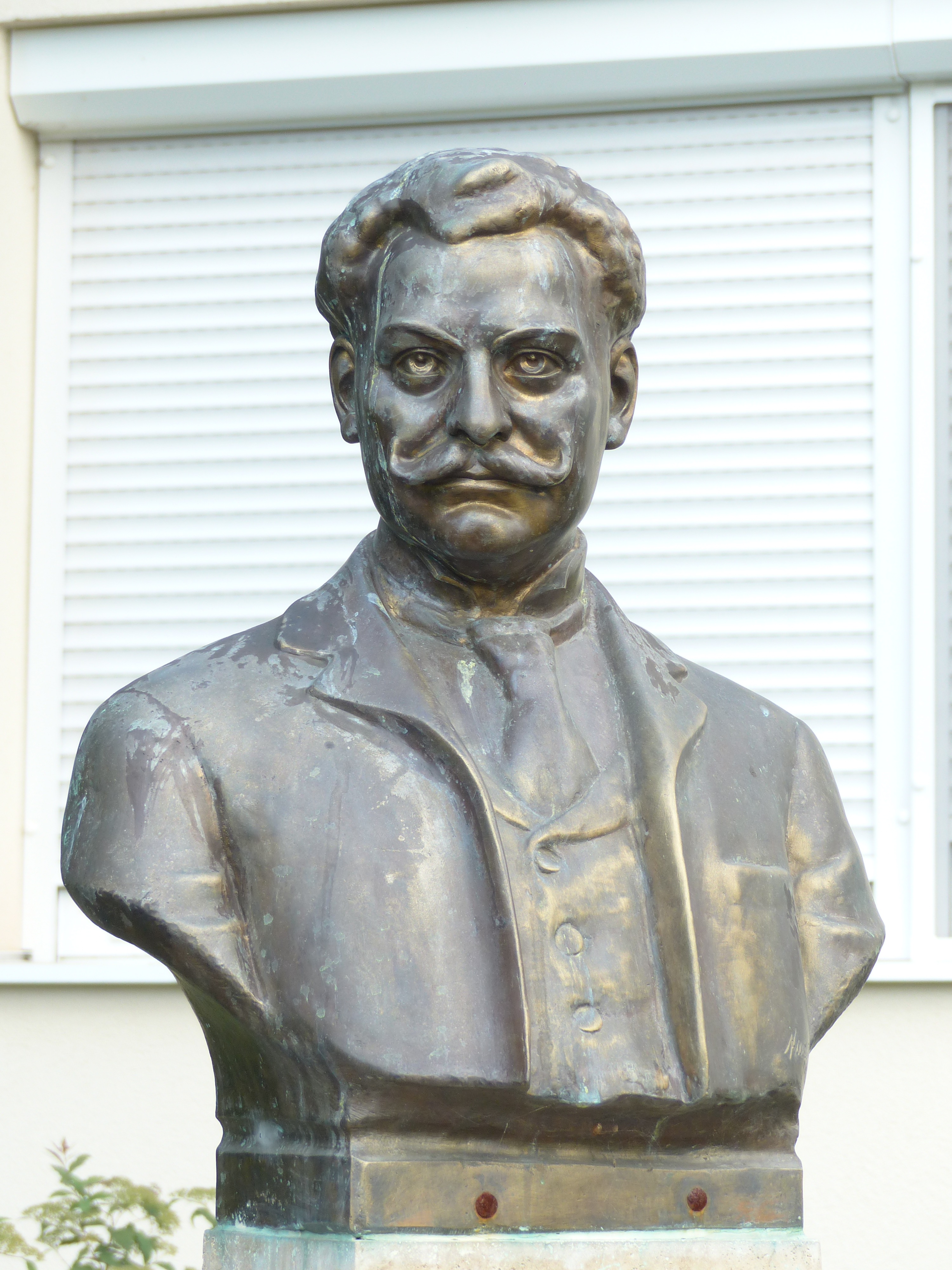
Jankovits Gyula mellszobra
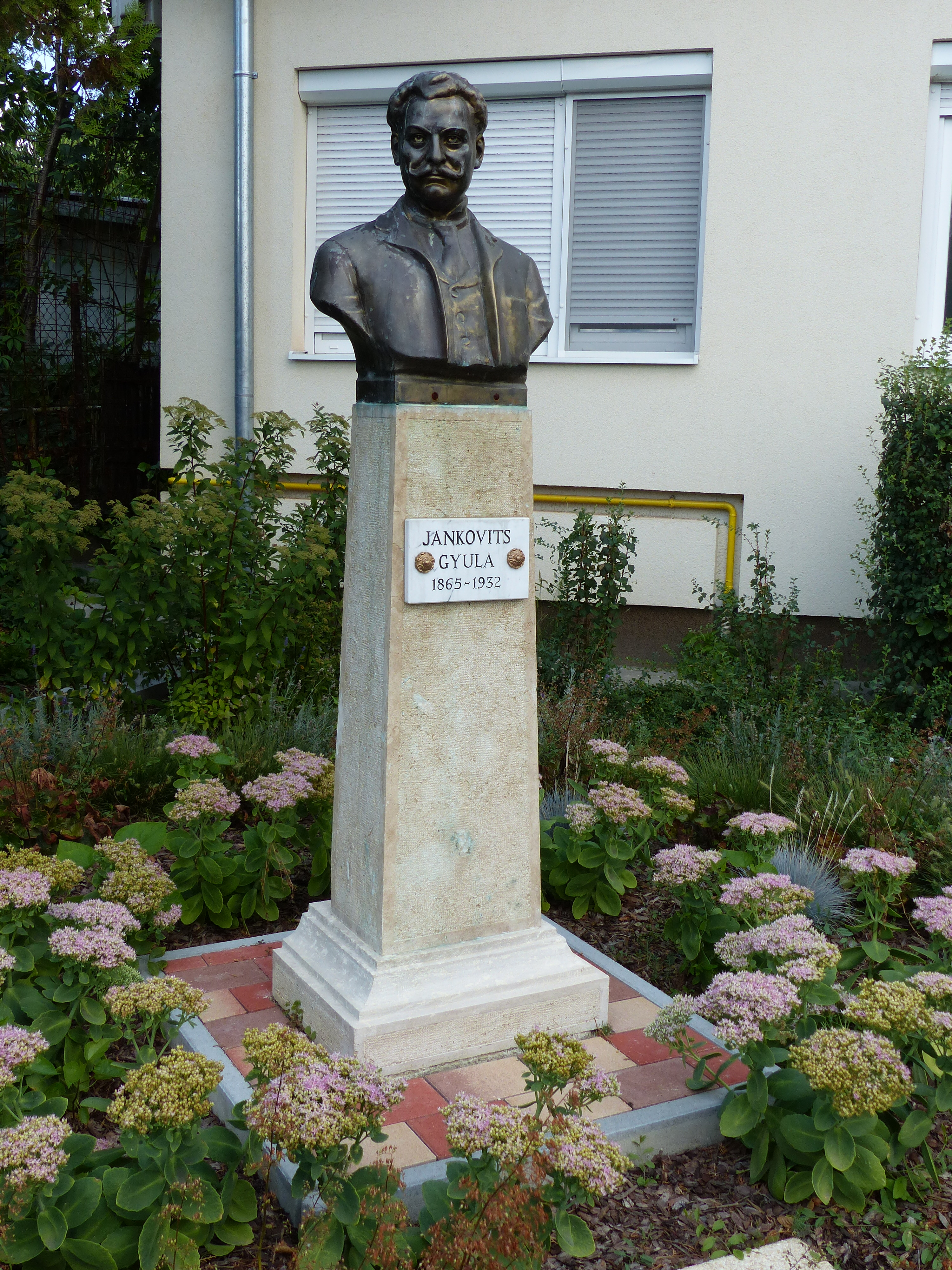
Jankovits Gyula mellszobra
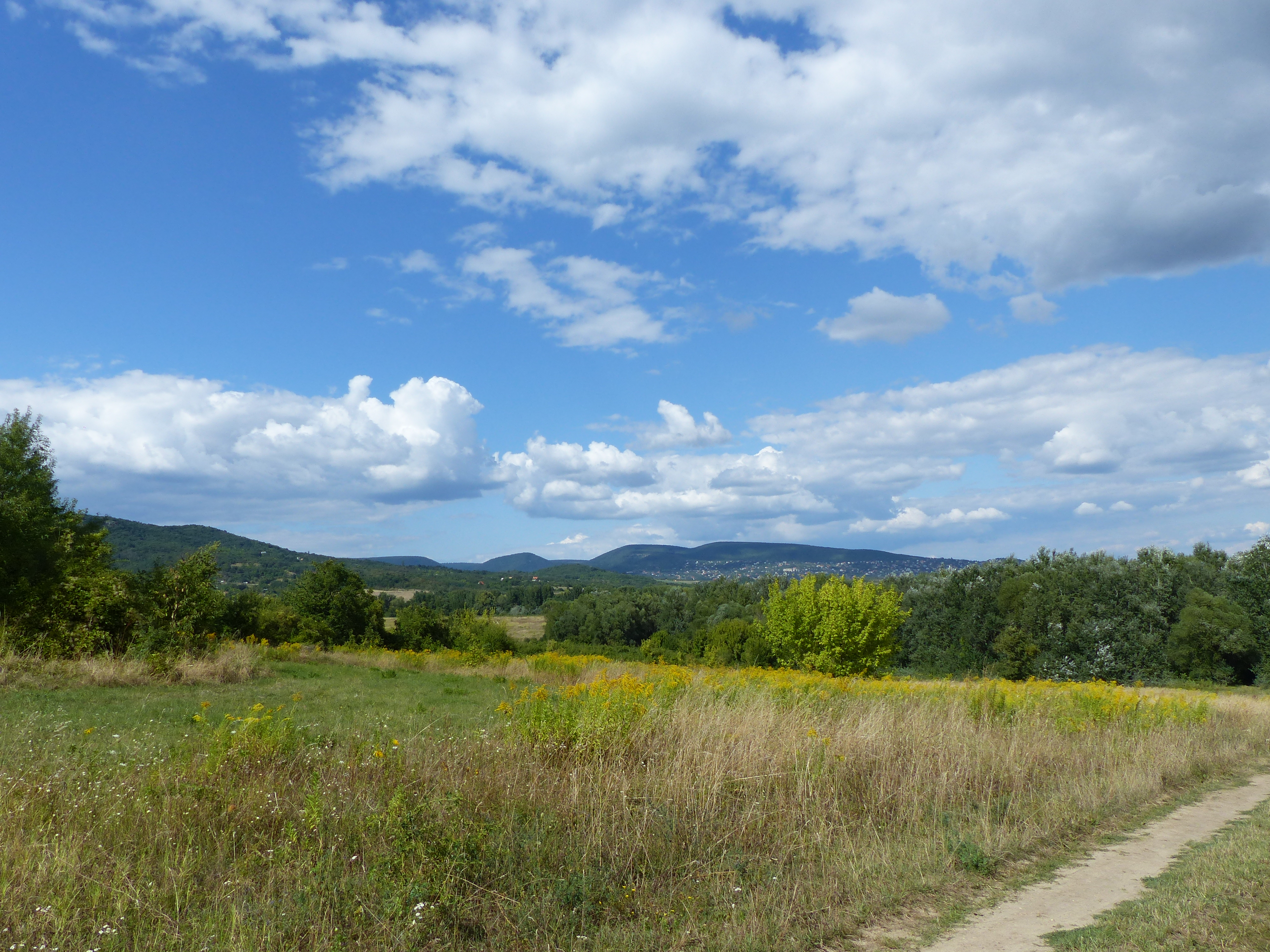
Kilátás a Klissza-dombról
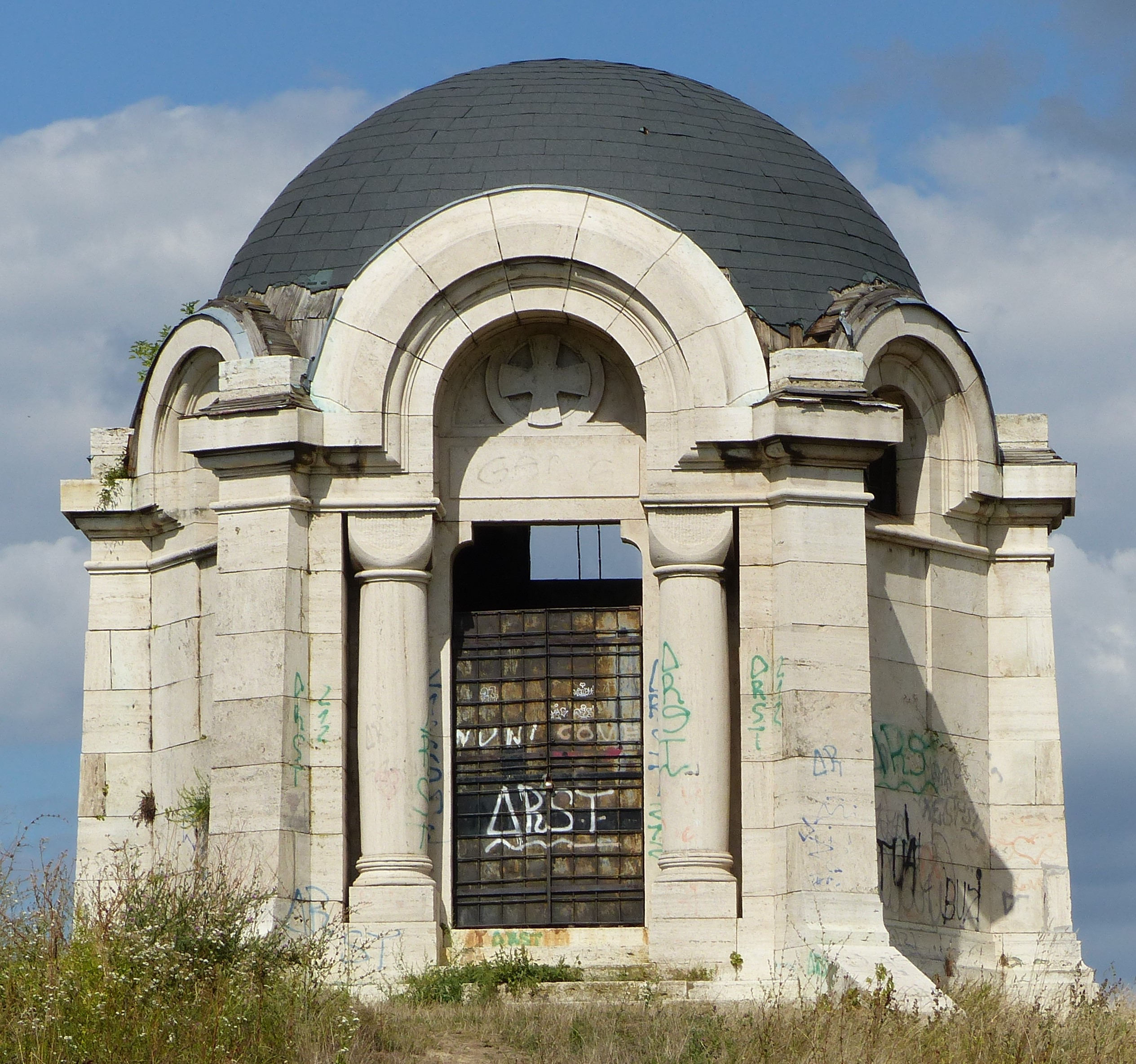
Luppa mauzóleum
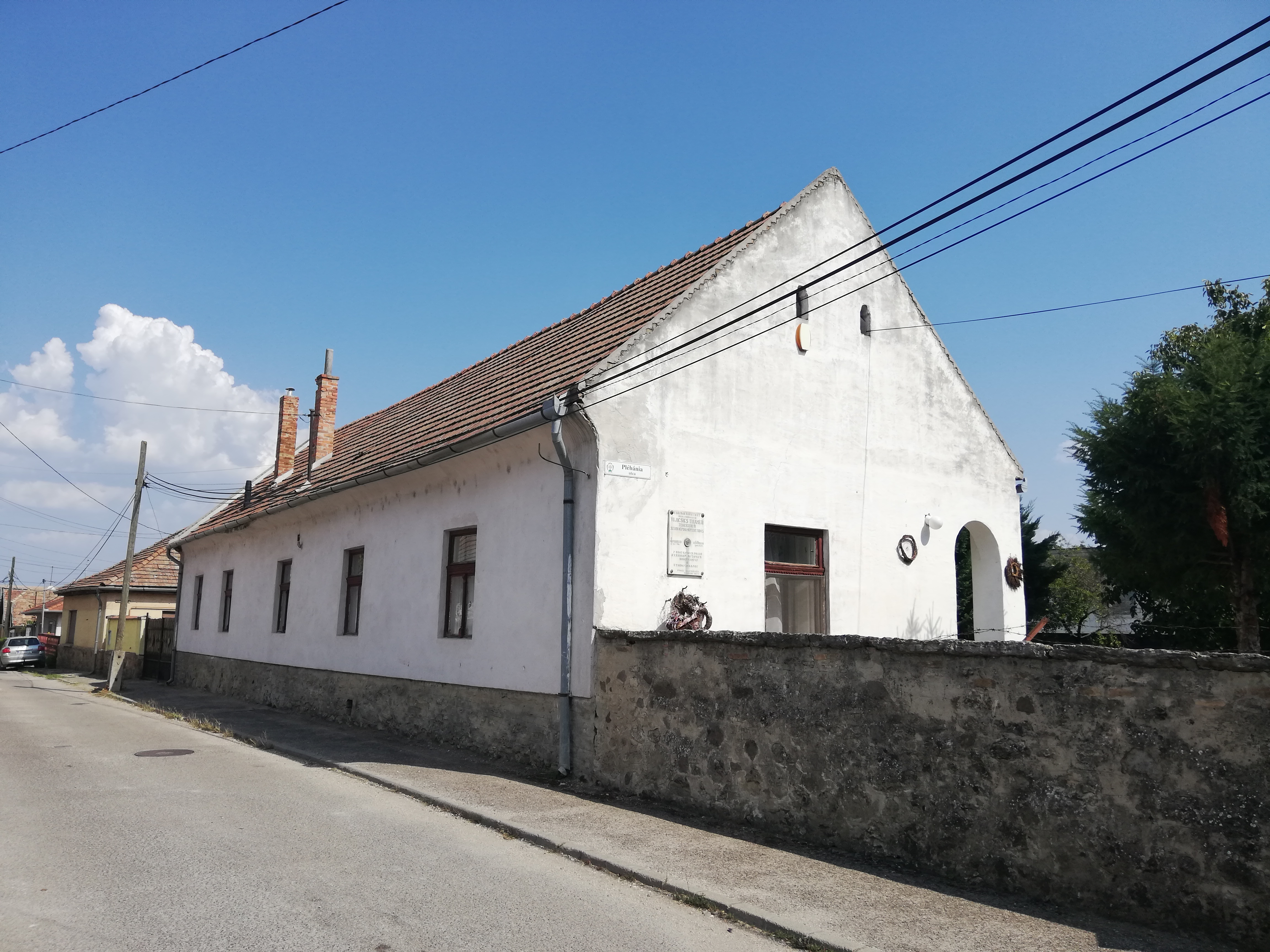
Vujicsics Tihamér szülőháza
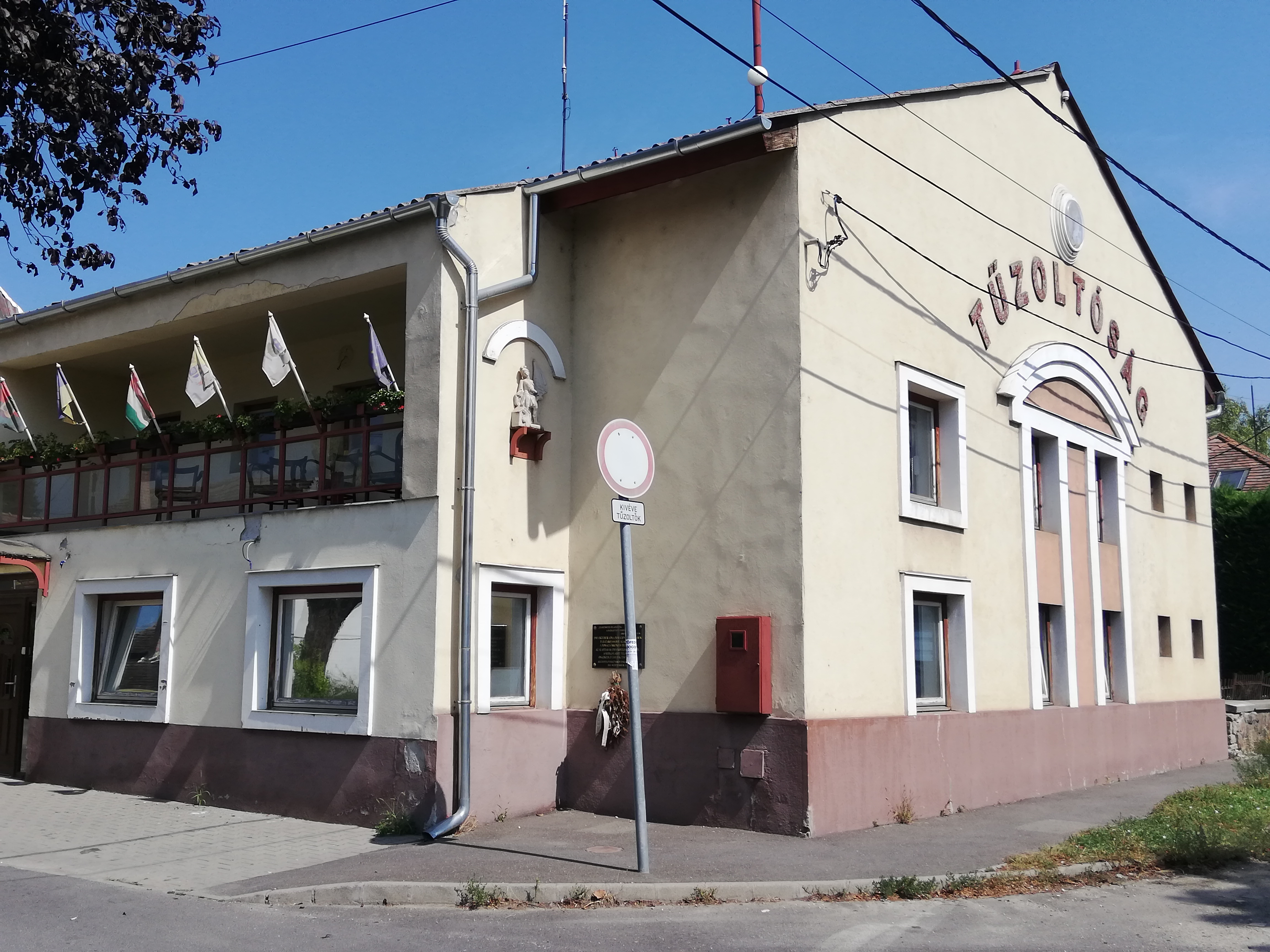
A pomázi tűzoltóság épülete
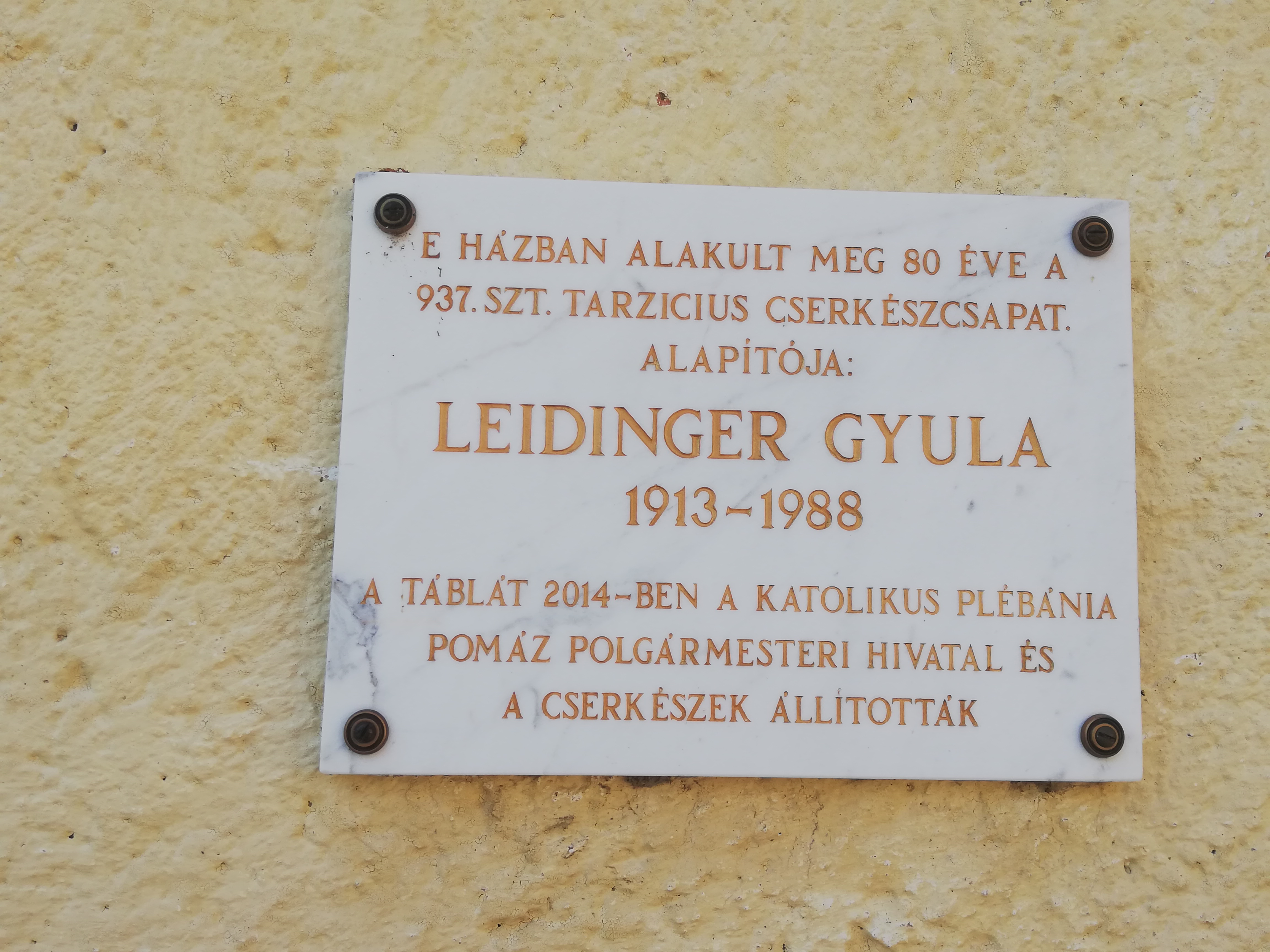
Leidinger Gyula pomázi cserkészvezető emléktáblája
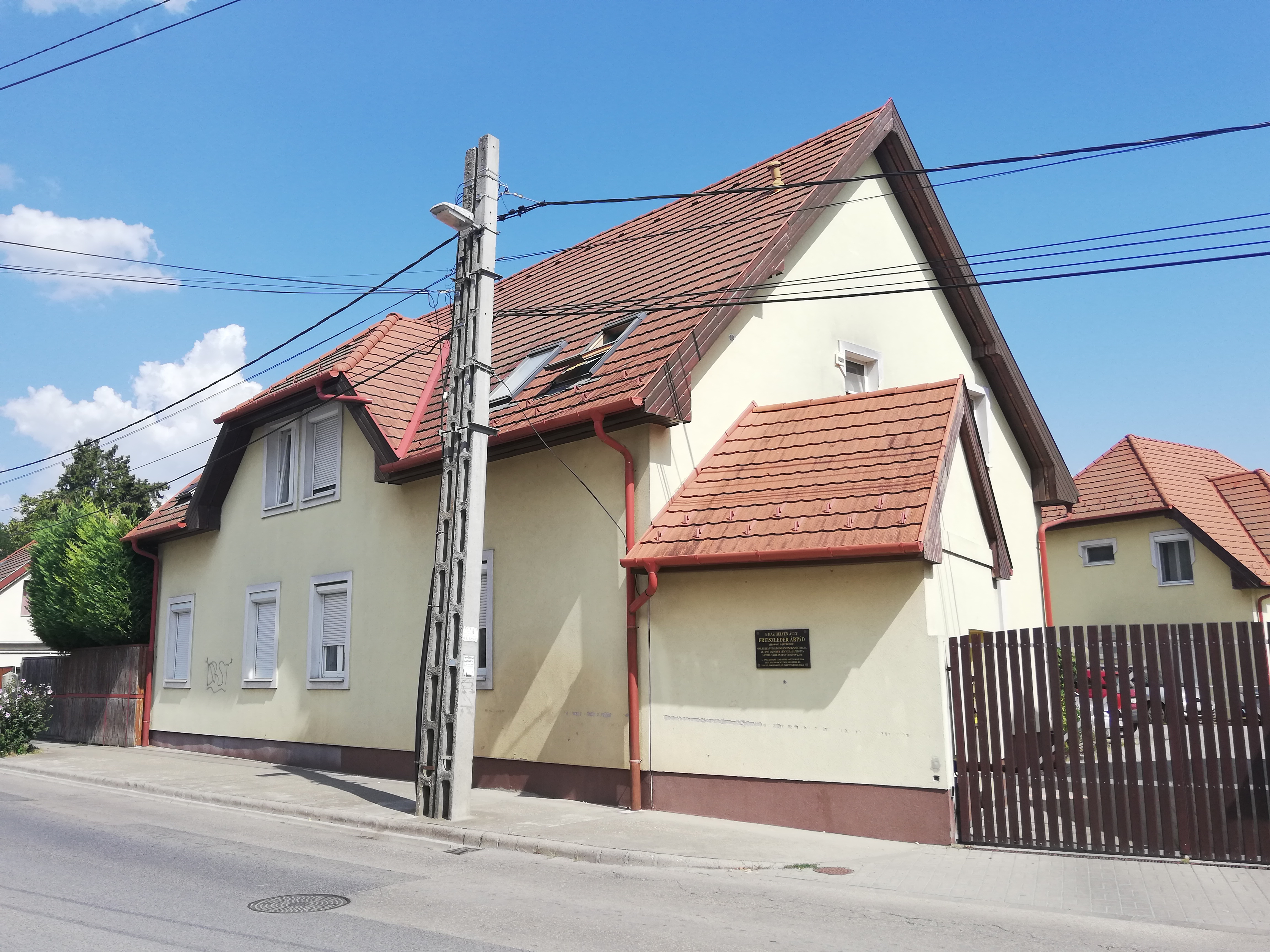
E ház helyén állt Freiszléder Árpád pomázi tűzoltóegyleti vezető szülőháza
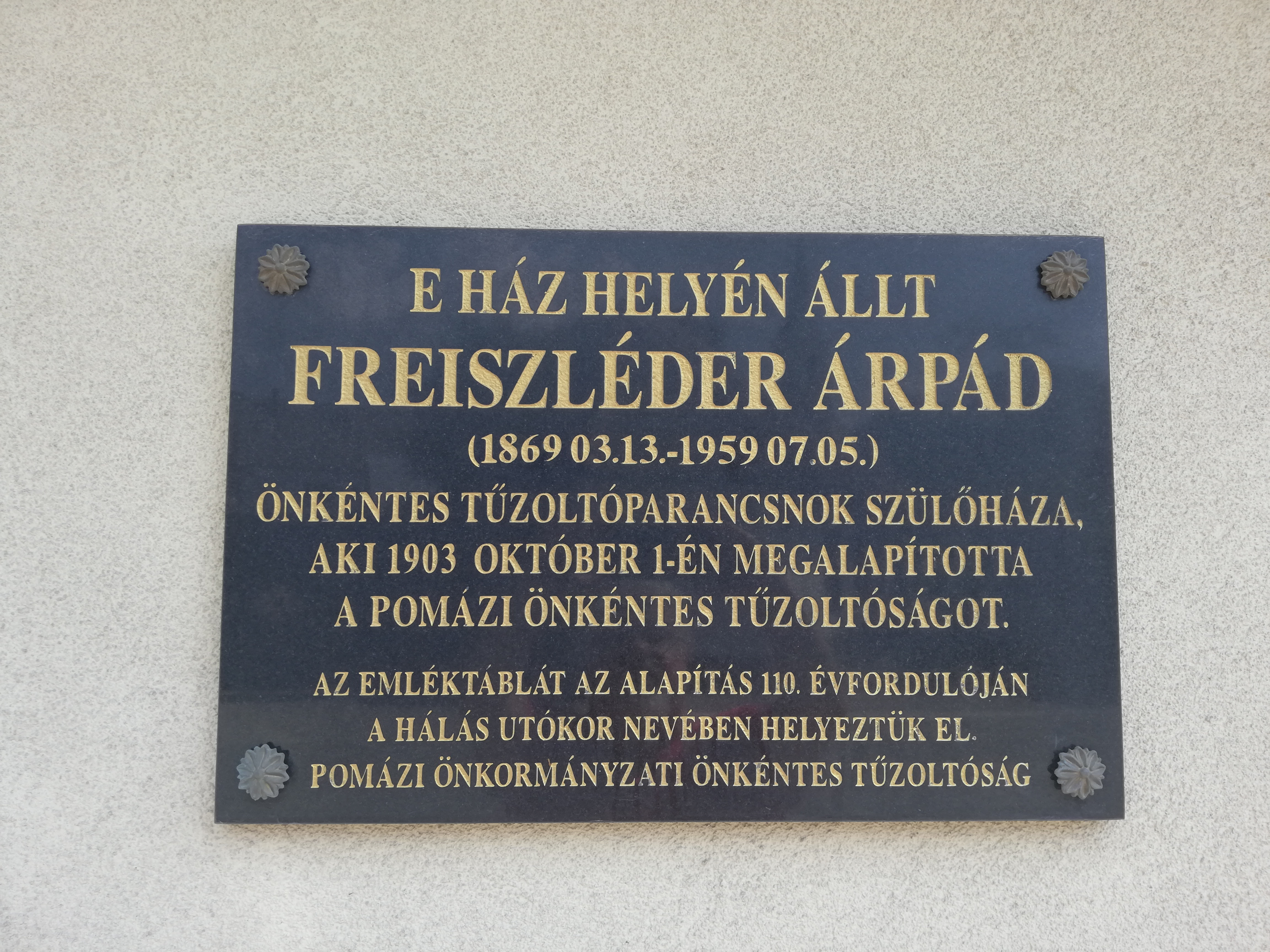
Freiszléder Árpád tűzoltóegyleti vezető emléktáblája
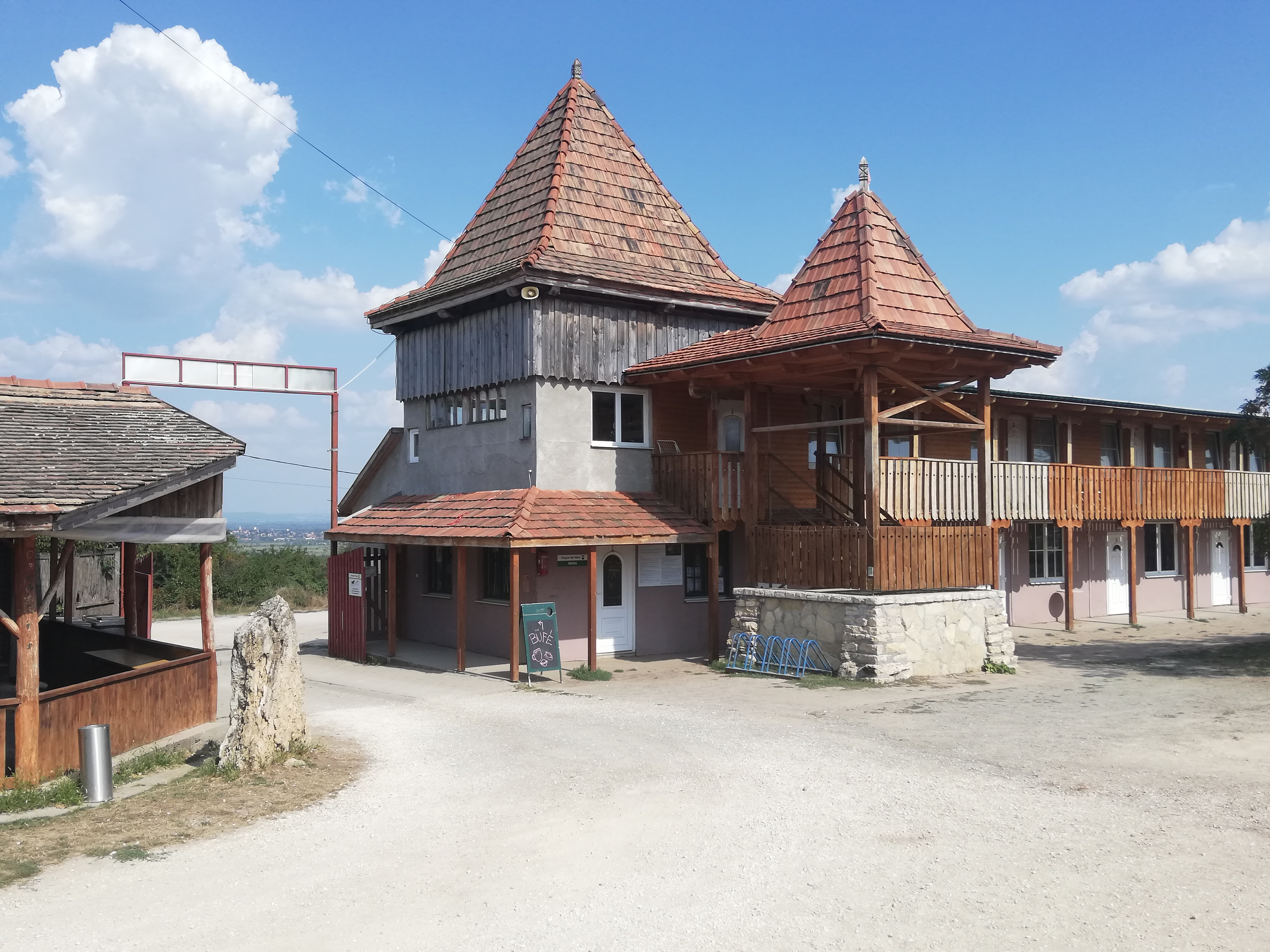
A Magyar Vár Tábor épületegyüttesének bejárati traktusa
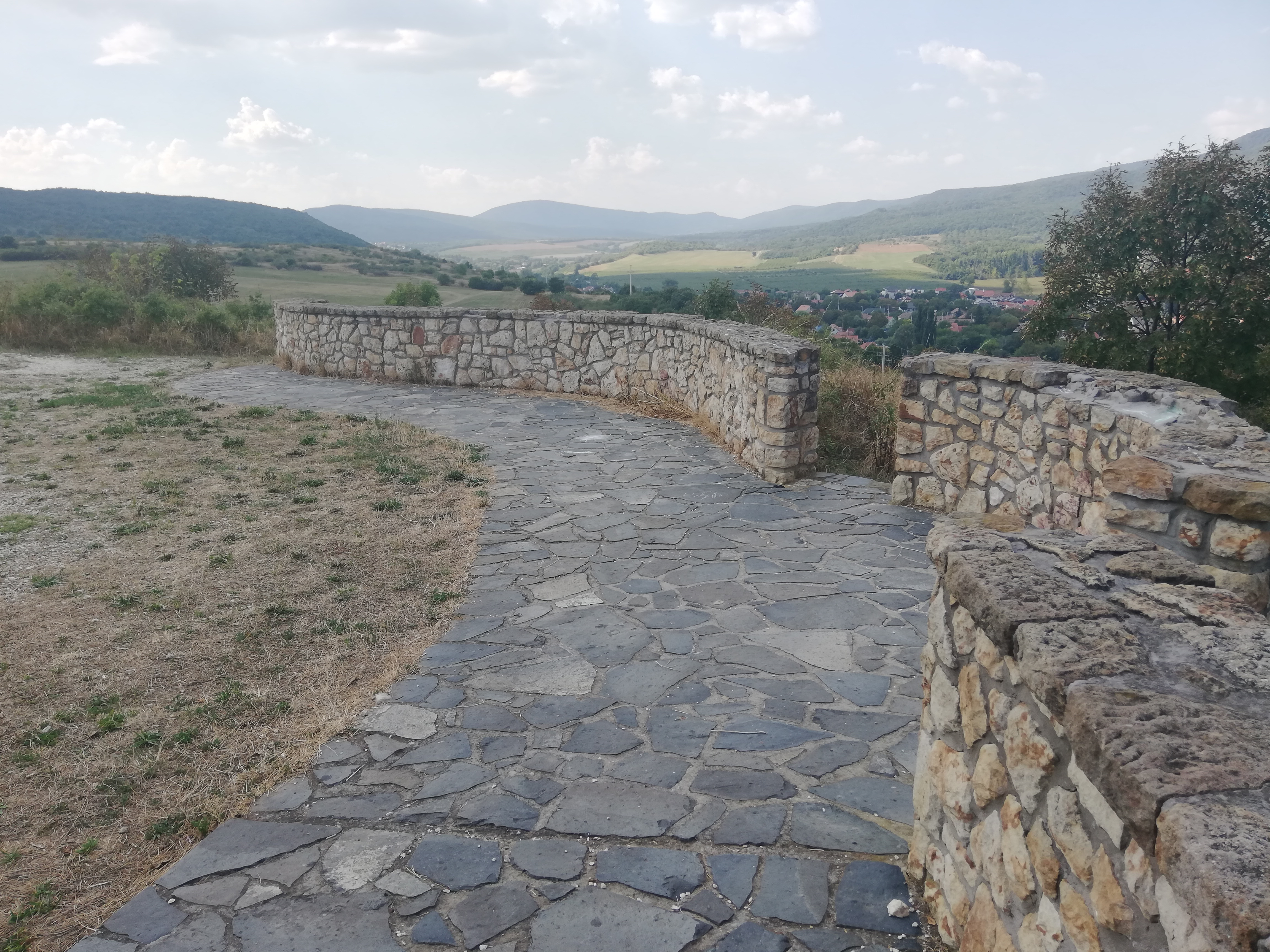
Kilátópont a Majdán-fennsík szélén, Pomáz felett
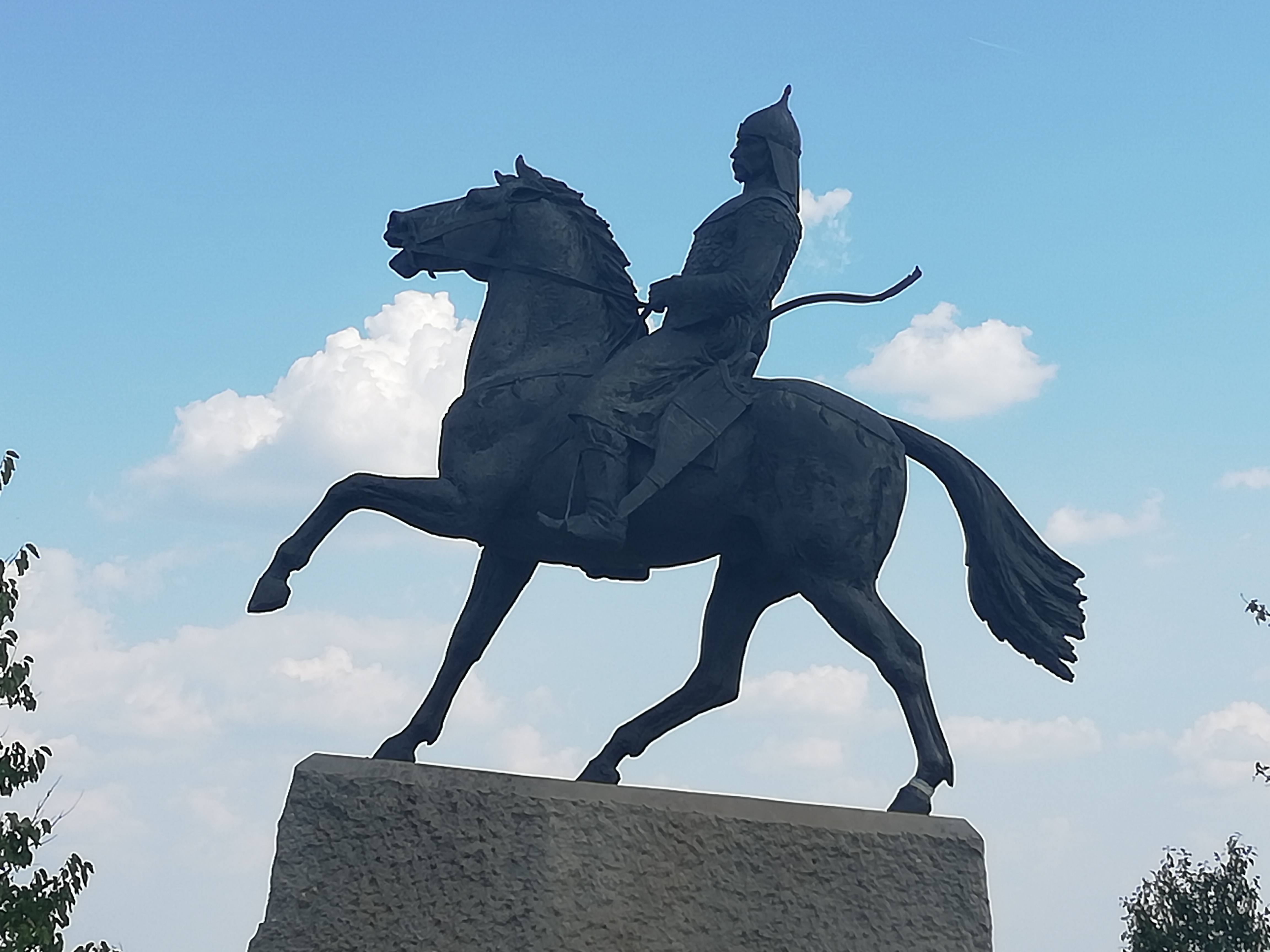
Árpád fejedelem szobra Pomázon